# Kars-Ardahan-Lavaplateaus
Mit einer Nord-Süd-Erstreckung von maximal etwa 170 km und einer West-Ost-Ausdehnung von ca. 140 km erstrecken sich die Lavaplateaus von Kars und Ardahan (auch Kars-Ardahan Yaylası) in der Türkei östlich der nordost-pontischen Kettengebirge bis zur georgischen und armenischen Grenze, reichen im Norden an den Kleinen Kaukasus in Georgisch Adscharien heran und grenzen im Süden an das Tal des oberen Aras Nehri (antiker Name: Araxes) zwischen Horasan und Tuzluca. Sie decken in Nordost-Anatolien mit fast 15.000 km² Fläche weitgehend die türkischen Provinzen von Kars und Ardahan mit diesen beiden Orten als wichtigste städtische Zentren ab. Die Region ist im weitesten Sinne Quellgebiet bedeutender Flüsse, wie Fırat (Frat/Karasu, Euphrat), Kura und Araxes (Aras Nehri).

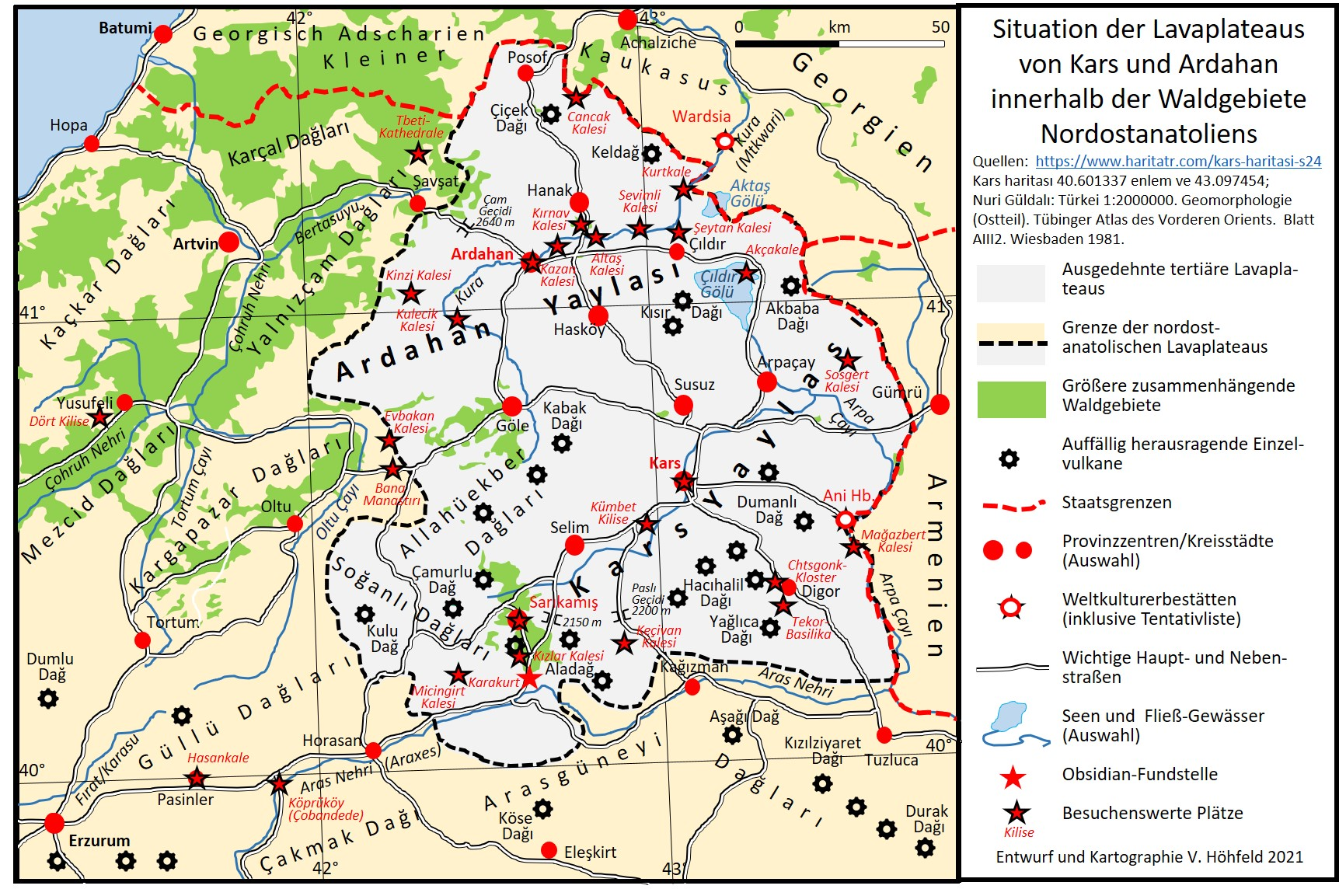
Die Karte zeigt die Lage der Kars-Ardahan-Lavaplateaus innerhalb der nordostanatolischen Forstgebiete mit den wichtigsten topographischen Angaben.

## Geologisch-geographische Situation
Die östliche Schwarzmeerregion ist eine der am wenigsten bekannten Region quartärer vulkanischer Aktivität der Türkei, zählt allerdings zu den bedeutenden Vulkangebieten des Landes und bildet mit ihrer Höhe von 2000 m und mehr über dem Meer eines der Hochplateaus im Alpen-Himalaya-Gebirgsgürtel. Diese Region stand unter dem Einfluss einer intensiven vulkanischen Aktivität im Quartär, wobei sich Lava und pyroklastische Produkte mit unterschiedlichen Eruptionstypen und Zusammensetzungen ablagerten. Von diesen etwa 12 verschiedenen Regionen in den östlichen Regionen der Türkei ist eine besondere die vulkanische Plateaulandschaft von Kars und Ardahan.
Östlich von Erzurum und Zara (Sivas), wo im Norden der Türkei die hohen, gefalteten Gebirgsketten des Taurus und Antitaurus von Süden und der nordanatolischen Gebirge von Westen allmählich zusammenkommen und unter den Vulkangebieten des Armenischen Hochlandes abtauchen, schließt sich eine ebenso hohe Gebirgsregion an, in der die Faltengebirge zurücktreten und einzelne, gewaltige Vulkane und ausgedehnte Lavaplateaus dominieren. Begrenzt wird diese Vulkanlandschaft im Nordwesten durch die Nordostanatolische Gebirgskette der Pontiden, im Süden und Südwesten durch den Taurus bzw. Antitaurus. Im Norden, Osten und Nordosten geht sie unverändert in die vulkanischen Gebirgs- und Plateauzonen von Georgisch Adscharien (Kleiner Kaukasus), Georgien und Armenien über.

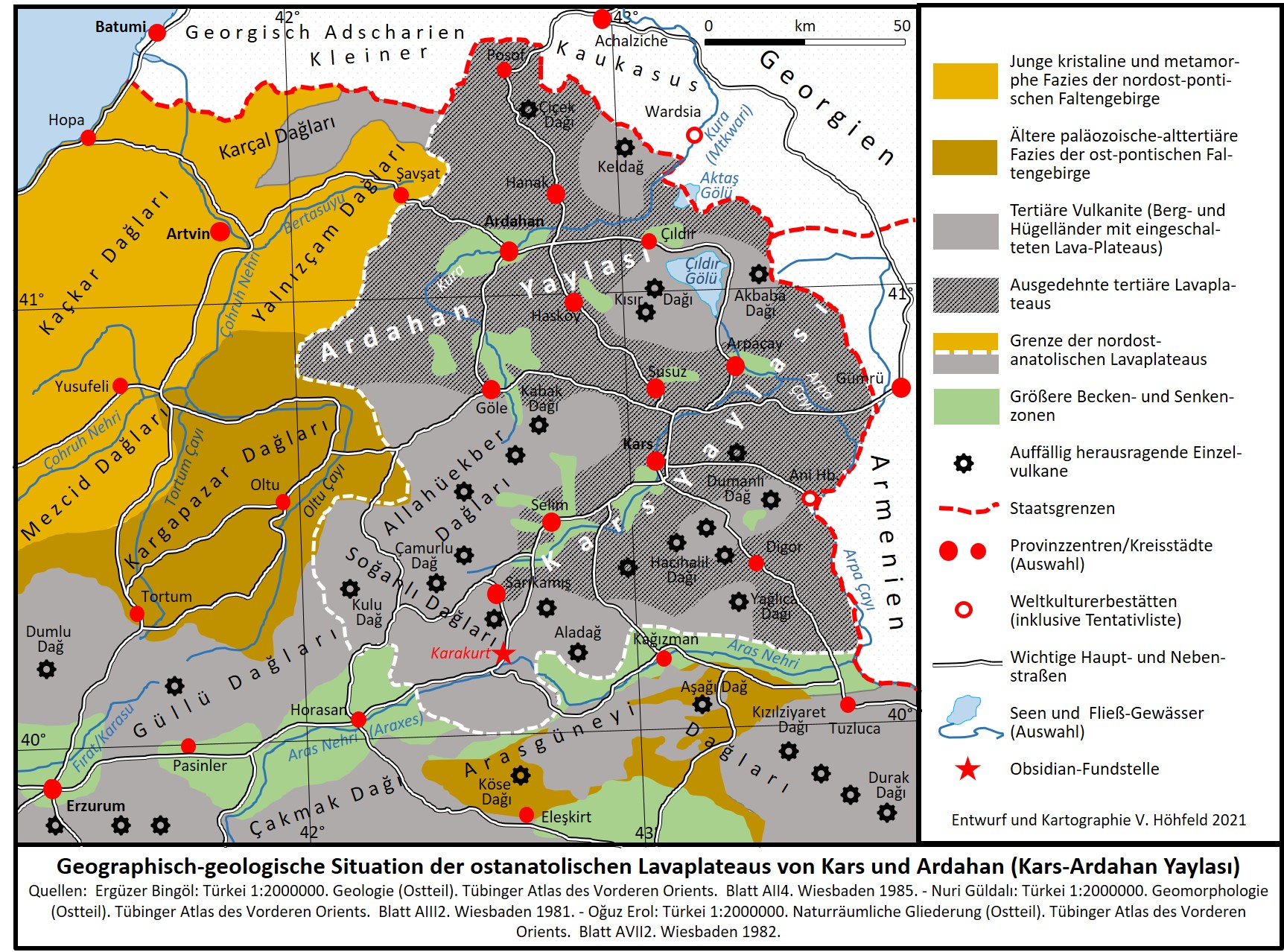
Die Karte zeigt die geographisch-geologische Situation der ostanatolischen Lavaplateaus von Kars und Ardahan (Kars-Ardahan Yaylası).

## Regionale vulkanische Aktivitäten
In dieser Plateauregion von Kars-Ardahan nehmen junge Ergussgesteine weite Flächen ein, und bei ihrem Aufbau überwiegen Basalte und Andesite, untergeordnet kommen auch Tuffe, Pechsteine sowie vulkanische Bomben und Lapilli vor, wobei die letzteren in der nahen Umgebung von Eruptionskegeln zu finden sind. Ihre Mächtigkeit ist sehr unterschiedlich. In der Gegend von Kars zeigt das vulkanische Material auf den etwa 4000 m mächtigen pliozänen Ablagerungen in Brack- und Süßwasserfazies (von unten nach oben) u. a. 200 m Basalt, 50 m Tuff, 1100 m Andesit und Basalt, 250 m Pechstein, Lapilli und Vulkanbomben.
Einen der informativsten Aufschlüsse über den geologischen Aufbau der Kars-Ardahan-Vulkanplateaus findet man an den Hängen der Kura-Schlucht, die nördlich von Çıldır nahe der Grenze zu Georgien bis zu 700 m in die Tiefe reicht. An den Schluchtwänden sind 20 Lava- und pyroklastische Sedimente aufgeschlossen, die eine Zeitspanne von fast 10 Millionen Jahren vom mittleren Miozän bis zum Quartär und damit die magmatische und geodynamische Entwicklung dieses Teils Ostanatoliens umfassen. Allerdings ist nirgendwo dort die Basis (Grundgebirge) unter den vulkanischen Sedimenten freigelegt. Die Sedimentfolgen bestehen aus vier vulkanischen Einheiten, die jeweils aus verschiedenen vulkanischen Ablagerungen bestehen und in drei Stufen ausgebrochen sind. Die erste (unterste) Stufe (Kura-Vulkanite) aus Laven und Pyroklastika, die zumeist Plagioklas- und Pyroxenmineralien als chemische Mischung enthalten, brach zwischen dem späten Miozän und dem unteren Pliozän aus.
Die Vulkanite der zweiten Stufe brachen während des Pliozäns aus und teilen sich wiederum in zwei Phasen. Die erste Phase (Öncül-Vulkanite) ist aus Basalt, basaltischem Andesit und basaltischen trachy-andesitischen Laven aufgebaut, die die typische Morphologie der Plateaus bilden. Sie bestehen überwiegend aus Olivin-, Plagioklas- und Pyroxenmineralien und sind in Bezug auf ihre Petrographie und ihr allgemeines Aussehen eher eintönig. Als Kalacatepe-Vulkanite werden kleine Vulkankegel und Laven der zweiten Phase bezeichnet, die auf dem Plateau sitzen und den Öncül-Laven in ihrer Petrographie und Geochemie sehr ähnlich sind. Die Vulkangesteine der ersten und zweiten Stufe sind mit pliozänen See- und Flusssedimenten aus Konglomerat, Sandstein, Tonstein, Schiefer und Mergel verflochten.
Die dritte und letzte Stufe des Vulkanismus wird durch die Sazlısu-Vulkanite des späten Pliozän bis frühen Pleistozäns repräsentiert, deren Laven aus Plagioklas- und Pyroxen-Phänokristallen bestehen. Alle vulkanischen Einheiten haben einen kalkalkalischen Charakter mit einem deutlichen Hinweis auf ihren Subduktionscharakter.

## Einzelne Beispiele
Ahmet Türkecan hat diese spätpliozän-frühpleistozänen Vulkanite, die große Gebiete in den Regionen Kars und Ardahan bedecken und allgemein unter dem Namen Sazlısu-Vulkanite zusammengefasst werden, genauer untersucht und spezifiziert. Sie bestehen aus Andesit, Dazit und Rhyolith, wobei andesitische Lavaausflüsse in Form von Kämmen und Kuppeln, dazitische Gesteine in Form von Kuppeln und gelegentliche rhyolithische Lavaströme auftreten, und man unterscheidet sieben verschiedene Resultate vulkanischer Aktivitäten im Gebiet der Kars-Ardahan Yaylası:
Um die Ardahan Ovası (Ova [türkisch] flachbödige Senke, flache Talschaft, tektonisches [Eindruchs-] Becken) sowie im Westen und Nordwesten von Posof nahe der Grenze zu Georgien tritt der Ardahan-Andesit auf. Diese Andesite mit rötlichen, dunklen und hellgrauen Farben haben meist eine Fließstruktur, die mit bloßem Auge erkennbar ist. Diese Strömungsstrukturen nehmen bisweilen das Aussehen einer Schieferung an. Ihre Mächtigkeit im Norden von Ardahan erreicht 450–500 m. Ihr Alter wurde auf 1,8 ± 0,1 Millionen Jahre datiert. In Übereinstimmung mit diesen Daten wird angenommen, dass der Vulkanismus vom späten Pliozän bis zum frühen Pleistozän erfolgte.
Im Allgemeinen treten im Norden von Ardahan in großen Höhen auch Vulkanite mit porphyritischer Textur und Zusammensetzung auf, die keine Fließstruktur aufweisen. Diese Ulgartepe-Andesite mit einer Mächtigkeit von ca. 300–350 m gelten als jünger als das Unterpleistozän und durchbrechen in der heutigen Topographie den Ardahan-Andesit an sehr hohen Lagen, wie z, B. am Ulgar Tepesi (Ulgardağı), Cindağı, Gözedağı (Arsıyandağı) und Keldağ (Harman Tepesi, Kuşka Tepesi, Ahaşendağı, Kuşka Dağı). Die Farben dieser porphyritischen Andesite reichen vom schmutzigen Weiß über hellgraue bis zu hellrosa und gelegentlich rötlichen Farben.
Die Dumanlı-Dağ-Pyroklastika östlich von Kars bestehen im Allgemeinen aus sauren Vulkaniten (kleiner pH-Wert), wie Tuff, Bims, Perlit und Obsidian mit z. T. schuppen-splitterartiger Verwitterung, sind grau, aschfarben, schwarz, rot sowie gelb und dabei lokal gebettet und gegliedert. Sie entstanden vor 2,7 bis 1,9 Millionen Jahren, und ihre Mächtigkeit variiert zwischen 50 und 500 m. Östlich von Sarıkamış, etwa 15 km südlich der Stadt, kreuzt die Straße nach Erzurum mehrere ergiebige Gänge mit schwarzem Obsidian.
Der Taşköprü-Andesit bei Arpaçay ist ein Vulkanit mit grauer Farbe, markanter Fließstruktur und dünner plattenartiger Verwitterung mit reichlich grobem Plagioklas und weniger Pyroxen-Einsprenglingen (sogenannten Phänokristallen). Die zwischen 5 und 15 m mächtigen Vulkanite wurden nach radiometrischen Befunden vor 1,8 Millionen Jahren gebildet und werden von quartären Sedimenten überlagert.
Aküzüm-Ignimbrite stehen westlich und südlich des Arpaçay-Staudamms nahe der türkisch-armenischen Grenze an. Es sind dick gebettete und gegliederte, dunkel bis hell braun-schwarz gefärbte Vulkanite, die mehr oder weniger mit Taşköprü-Andesiten zusammenflossen, dabei verschweißten und 5–10 m dicke spätpliozän-frühquartäre fluviale Ablagerungen in Form einer Tafel bedeckten.
In einem weiten Gebiet im Osten und Süden von Kars in den Regionen Digor und Arpaçay treten Melik-Basalte auf, basische Lavaströme (hoher pH-Wert) mit ausgeprägtem Fugensystem, meist schwarz gefärbt, mit durch Gas gebildeten Hohlräumen und stellenweise eingelagerter Schlacke. Das Alter der bis zu 50 m mächtigen Melik Basalte wurde mit 1,6–1,3 Millionen Jahren bestimmt.
Borluk-Vulkanite, die vor allem im Arpaçay-Gebiet vorkommen, bestehen aus dunkelschwarzer, feinkörniger, harter, mikrokristalliner, andesitischer Lava und hellgrau-gelber, nicht geschichteter Asche. Die entsprechenden Produkte kamen einzeln aus kleinen Vulkankegeln und sind die jüngsten des quartären Vulkanismus im Bereich der Kars-Ardahan Yaylası.

## Geomorphologische Besonderheiten

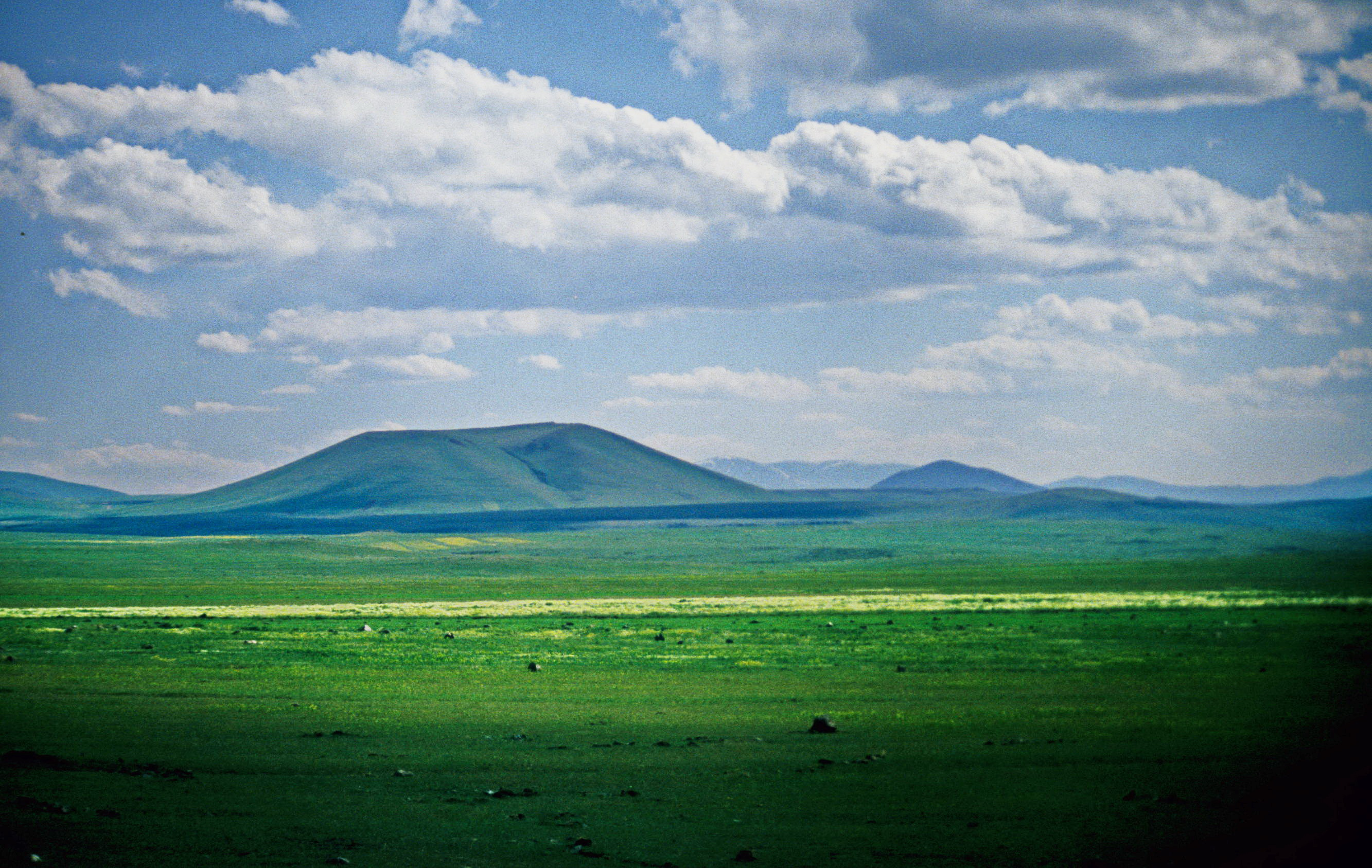
Der 2699 m hohe Dumanlı Dağ etwa 10 km östlich von Dağpınar (Kreis Digor) ist eher einer der weniger auffälligen Vulkanberge auf den Lavaplateaus von Kars.

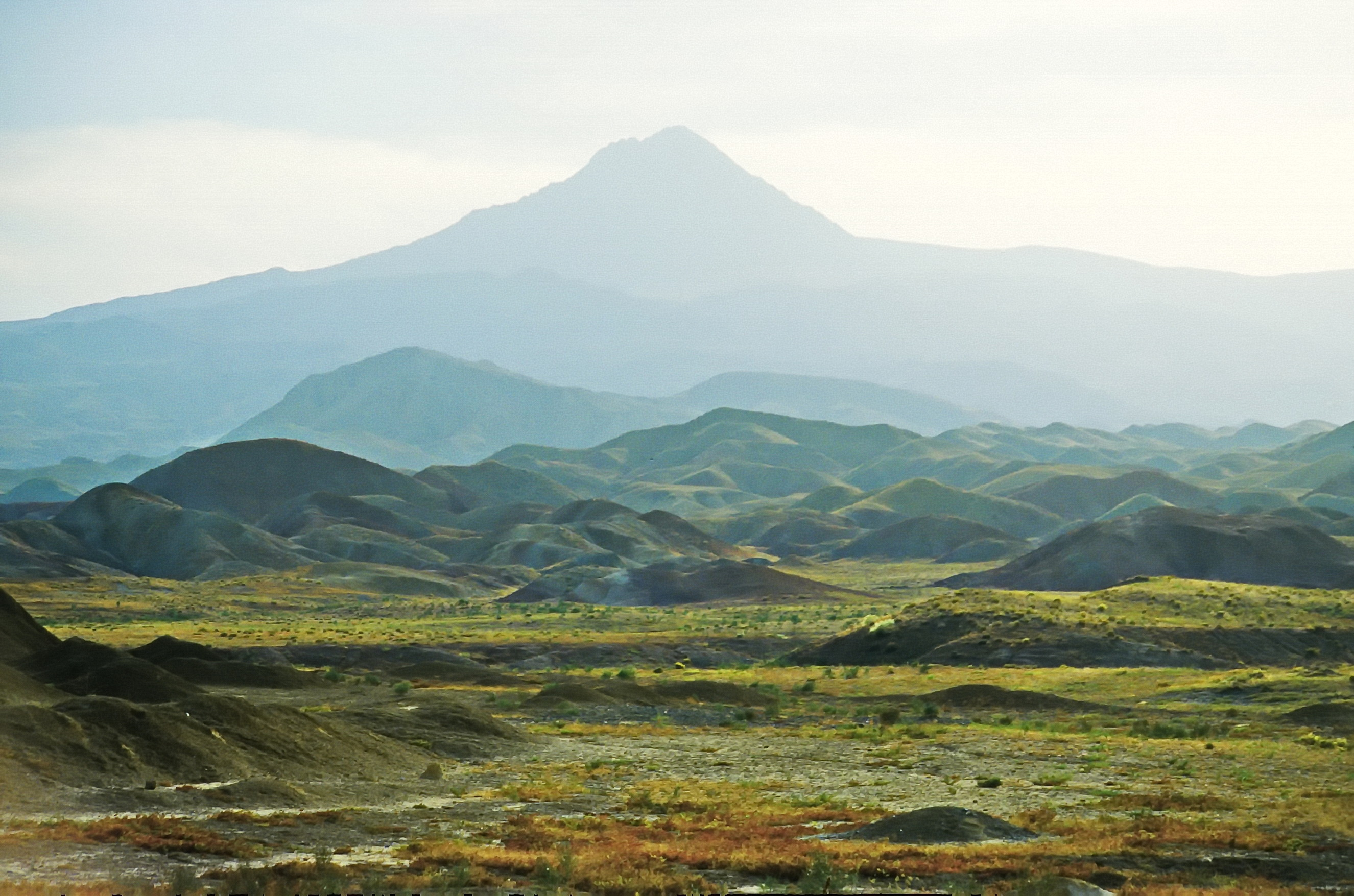
Der Blick von den Höhen der Kars Yaylası südwärts über das Tal des Aras Nehri (Araxes) bei Kağızman fällt unwillkürlich auf den markant herausragenden Vulkankegel des 3274 m hohen Aşağı Dağ in den Arasgüney Dağları.

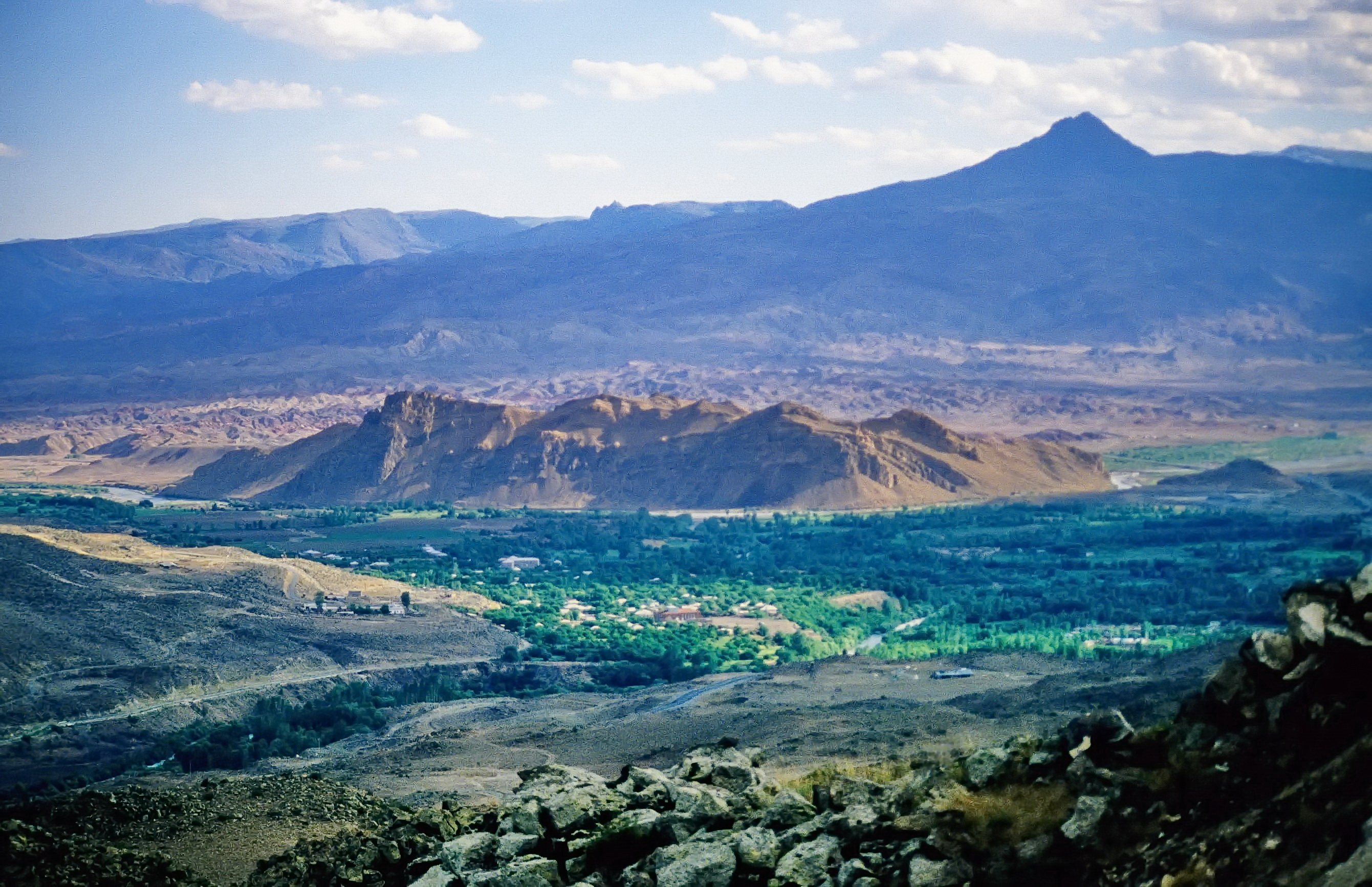
Am Zusammenfluss von Aras Nehri (Araxes) und Arpa Çayı erheben sich mitten im Tal die weitgehend kahlen Hügel der Gökkuşağı Tepeleri (Regenbogenhügel) hinter der Tal-Oase der antiken armenischen Ruinenstätte Yervandashat (heute Dorf).

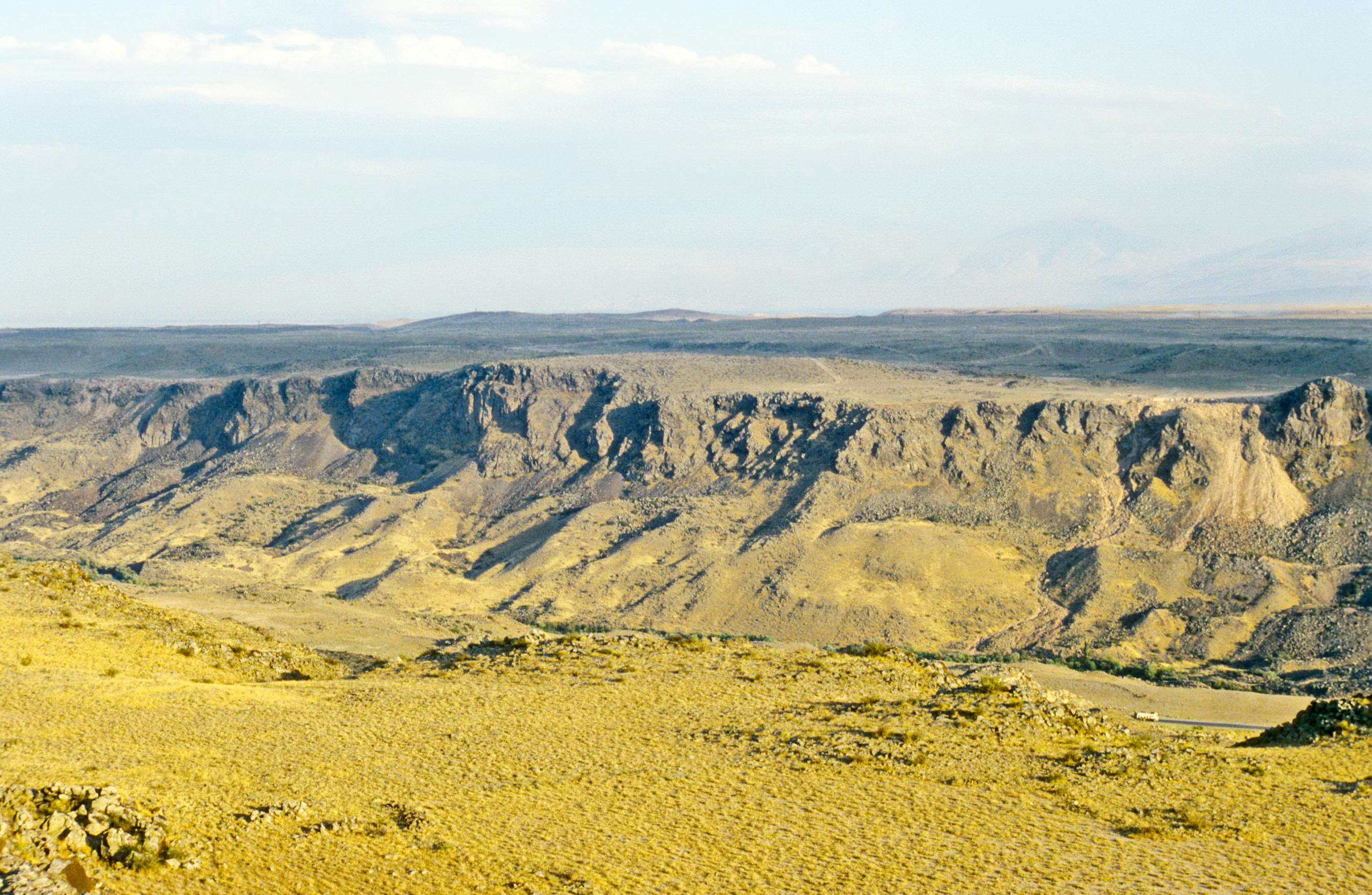
Blick über das Tal des unteren Arpa Çayı auf die Plateaulandschaft von Bagaran (Armenien), die östliche Fortsetzung dar Kars Yaylası unmittelbar an der armenisch-türkischen Grenze unweit Tuzluca (Türkei).

Diese vulkanische Bergland- und Plateauzone Nordostanatoliens ist keineswegs einheitlich, sondern wird von teilweise abflusslosen Becken (Ova) und tief eingeschnittenen Tälern gegliedert, die sich entsprechend dem Verlauf der Randkettengebirge weitgehend in West-Ost-Richtung erstrecken. Eine dieser Beckenreihen bildet die südliche Begrenzung der Lavaplateaus von Kars und Ardahan: die Erzurum-Ebene, die Pasinler-Ebene und die Senkenfolge von Horasan, Kağızman und Tuzluca des langgestreckten Arastales (Araxes). Die Becken sind größtenteils entweder von jungen Alluvionen erfüllt oder von neogenen (vorwiegend miozänen) Molasseablagerungen bedeckt. Die hauptsächlich aus Sandstein, Mergel und Kalkstein bestehenden Neogenablagerungen finden sich gebietsweise mit vulkanischen Gesteinen in Wechsellagerung und sind durch Verwerfungen gestört. Die Becken und die langgezogenen tiefen Täler liegen grundsätzlich in Synklinalzonen der jungen Faltengebirge, die stellenweise unter ca. 1000 m mächtigen Gesteinen vulkanischen Ursprungs zutage treten. So sind außerhalb der Kars-Ardahan Yaylası z. B. der Taşkom Dağı (2700 m) nördlich von Karaköse (Ağrı), der Üçgözlük Dağı (2460 m) südlich Kağızman und der Çeşnak Dağı (2347 n) südlich Doğubeyazıt aus stark gefalteten Ablagerungen des Mesozoikums aufgebaut. In einigen Gebirgsstöcken wie im Oltu-Olur-Massiv und Özalp-Çaldıran-Massiv treten sogar die alten metamorphen Gesteine entweder infolge der erosiven Aufdeckung von Antiklinalen oder durch die horstartige tektonische Hebung zutage.
Nördlich der Ost-West streichenden Senkungszone, in der die Oberläufe des Aras (Araxes) sowie des Fırat/Karasu (Euphrat) eingebettet sind, dehnt sich das nach den beiden Städten Kars im Süden und Ardahan im Norden benannte, im Durchschnitt 2000–2500 m hohe und größte Lavaplateau Anatoliens aus. Die im ganzen einheitliche Hochfläche wird durch einzelne Vulkane, wie Allahüekber Dağı (3120 m), Soğanlı Dağı (2808 m), Aladağ (3138 m bei Kağızman), Yağlıca Dağı (2961 m), Akbaba Dağı (3026 m), Kısır Dağı (3197 m) und Keldağ (3033 m) überragt. Es wird durch reihenweise angeordnet kleine Nord-Süd verlaufende Senken unterbrochen, von denen drei Beckenreihen die Plateaulandschaft von Kars-Ardahan in vier Abschnitte teilen: Im Westen liegen die Ebenen der Ardahan Ovası (1800 m), Göle Ovası (2000 m) und Selim Ovası (2000 m), in der mittleren Beckenreihe sind es die Ebenen von Hanak (1900 m), Hasköy (2000 m), Kızıroğlu (2200 m) und Susuz (1750 m), die alle über die Kura bzw. den Aras Nehri zum Kaspischen Meer entwässern. Die Becken sind im Gegensatz zu den aus Basalten und Andesiten aufgebauten Plateau- und Gebirgsrahmen mit neogenen Süßwassersedimenten im Wechsel mit Ergussgesteinen und Tuffen und quartären lockeren Sandstein-, Mergel- sowie Konglomeratschichten gefüllt, sofern diese nicht von den Flüssen ausgeräumt wurden. Im äußersten Osten reihen sich die Senkungszonen des Aktaş-Sees (Karzachi-See, Hozapin-See, 1798 m), die Çıldır-Ebene (1900 m) und das Çıldırsee-Becken (1959 m) sowie die Ebene von Arpaçay (1650–1700 m).
Sırrı Erinç beobachtete darüber hinaus, dass trotz der großen Ausdehnung der quartären Lavagesteine in ca. 2000–2500 m Höhe eine Schnittfläche ohne Rücksicht auf den strukturellen Aufbau des Untergrundes die Plateauoberfläche der Region von Kars-Ardahan kappt. Sie schneidet sowohl die gefalteten Sedimentschichten südlich des Çoruh-Tales im Westen als auch die Basalte und Andesite der Kars-Ardahan-Plateauregion. Als Überbleibsel dieser Kappungsfläche fand er gebietsweise Vorkommen von Schotter- und Sandlagen sowie Reste von Flussterrassen, was auf eine fluviatile Abtragung hinweist.

## Bemerkungen zum Çıldır Gölü und Aktaş Gölü
Çıldır und Aktaş-See werden von Schmelzwasser und saisonalen oder kontinuierlich fließenden Bächen gespeist. Sie liegen im Einzugsgebiet der Flüsse Aras und Kura, fließen in der Region Sabirabad in Aserbaidschan zusammen und leiten ihr Wasser in das geschlossene Becken des Kaspischen Meeres. Bereits im Miozän flossen bei vulkanischen Ausbrüchen auf den ostanatolischen Plateaus der Kars-Ardahan Yaylası vulkanische Materialien in Senken und Seebecken. So bildeten sich in den Tälern von Arpaçay, Çıldır Çayı und Kura vulkanisch-sedimentäre Schichten.

### Çıldır Gölü
Der Untergrund der Region des Çıldır Gölü besteht deshalb aus vulkanischem Tuff, Blocktuff, andesitischen und basaltischen Strömen, Mergeln und Konglomeraten dieser Zeit. Während des Pliozäns erfuhr die Region vertikale tektonische Bewegungen, in deren Folge es entlang von Verwerfungen zu Blockeinbrüchen kam. Gleichzeitig traten im Osten und Westen Eruptionen auf, bei denen sich als basaltische Vulkangruppen im Osten der Akbaba Dağı und im Westen Vulkankegel des Kısır Dağı bildeten. Die basaltischen Laven aus diesen Zentren flossen in das Becken des Çıldır-Sees und über das umgebende Land, bedeckten allerdings nicht die Gebiete nördlich und südlich des heutigen Çıldır-Sees. Da diese Sedimentschichten nicht gefaltet wurden, rechnet man sie zum Oberen Neogen. Ursprünglich waren das Çıldır-Seebecken und die Çıldır Ovası miteinander verbunden, und die Drainage verlief anfangs nordwärts über den Çıldır-Bach in Richtung Kura, bis der Südteil durch einen 1,5 km breiten, 14 km langen Lavastrom des Akbaba Dağı (3040 m) von Osten her abgeriegelt wurde. Danach wurde dieser Damm durch eine Schuttdecke vom Nordosthang des Kısır Dağı (3150 m) und Beşiktaş Tepe (2807 m) westlich des Sees vervollständigt, die Passage geschlossen, das heutige Seebecken damit von der Çıldır-Ebene isoliert und der südöstliche Beckenteil in einen See verwandelt, den Çıldır Gölü.

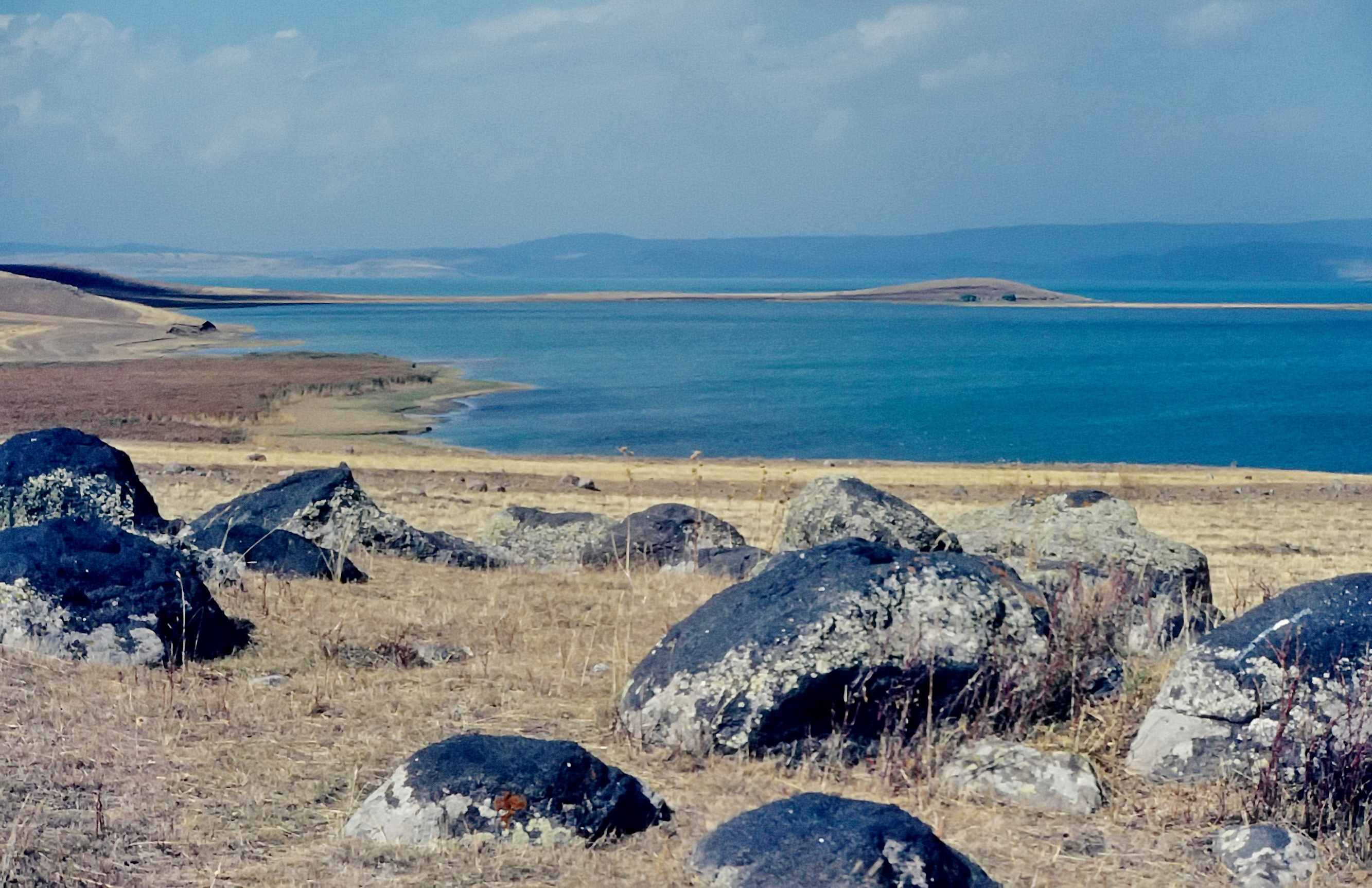
Blick südwärts auf den Çıldır Gölü von der natürlichen Basalt-Barriere des 1,5 km breiten, 14 km langen Lavastroms des Akbaba Dağı aus, die das heutige Seebecken von der Çıldır-Ebene isolierte und den südöstlichen Beckenteil in einen See verwandelte.

Der 128 km2 große und bis zu 130 m tiefe Çıldır Gölü ist somit ein natürlicher Stausee und war zunächst ein geschlossenes Becken geblieben. Während der Pluvialperiode des Pleistozäns floss überschüssiges Wasser des Sees zeitweise auf einer Höhe von 1970 bis 1975 Metern beim Dorf Gölbelen im Nordwesten über in das Çıldır-Becken und von dort über den Karaçay (Çıldır Çayı) in die Kura. Heute wird der See aus 12–13 kleinen Bächen aus den Akbaba-Bergen gespeist, deren Wasser in vielen Fällen über Rohrsysteme in den See geleitet werden. Die Verbindung des Sees nach Süden zum Aras Nehri kam erst viel später durch die Köpfung des Arpaçay infolge rückschreitender Erosion zustande, so dass seine Wasser über eine Überlaufschlucht (Telek Suyu) in der Nähe des Dorfes Taşbaşı den Arpaçay erreichen. Am Telek Suyu wurde zwischen 1969 und 1976 ein Damm zur Energiegewinnung (15,4-MW-Kraftwerk) und für Bewässerungszwecke gebaut. Außerdem werden unter der natürlichen Barriere zwischen Çıldır Gölü und der Çıldır-Ebene verschiedene Bäche vom See her gespeist, deren Wasser (der Karaçay) durch eine tiefe und enge Schlucht, in der sich die Teufelsburg (Şeytan Kalesi) befindet, in die Kura mündet.

### Aktaş Gölü
Der 27 km² große Aktaş Gölü (auch Karzachi-See, Hozapin-See) liegt auf der Grenze zwischen der Türkei und Georgien. Davon liegen 14 km² innerhalb der Türkei. Die durchschnittliche Seespiegelhöhe variiert zwischen 1797 und 1800 m. Das Becken des Sees befindet sich in einem System von Ebenen, Senken und Terrassen auf einer Höhe von 1800 bis 1840 Metern über dem Meer und damit 300 bis 400 Meter höher als der aktuelle Pegelstand der Kura. Der sodahaltige See liegt zwischen zwei Südwest-Nordost verlaufenden Schwellen jeweils im Westen bzw. Osten. Seine Entstehung ist umstritten. Der See und seine Umgebung bilden im Allgemeinen eine Fortsetzung des Ardahan-Vulkanplateaus, zu dem auch der Çıldır-See gehört. Neben Neogenmergel und Konglomeraten stehen rund um den See Lava und Tuff an. Seine äußere Umrahmung bilden hohe Berge und Plateaus aus Basalten und Andesiten. Obwohl der See heute einen Abfluss besitzt, der allerdings so schwach ist, dass er während trockener Perioden unterbrochen wird, ist das Seewasser stark mit Soda angereichert (Na2CO3); daher ist hier im Gegensatz zum südlich anschließenden größeren Çıldırsee kein nennenswerter Fischbestand auszumachen. Und es gibt auch keinen natürlichen Damm aus Lavaströmen wie beim Çıldır Gölü um den See, der ihn aufgestaut hätte. Anhand älterer Terrassen kann man schließen, dass das Seewasser in der Pluvialzeit des Pleistozäns aus dem Becken überlief und sich über ein größeres Gebiet ausbreitete. Zunehmende Trockenheit im Holozän und unzureichende Zuflüsse ließen die Seenfläche jedoch schrumpfen. Dementsprechend gilt der Aktaş Gölü als Rest eines pleistozänen Pluvialsees.
Der Aktaş Gölü ist von den benachbarten Ebenen und der Ardahan Yaylası durch die Karzak-Schwelle getrennt, die im Osten bis zu 50 Meter ansteigt, während er mit der 20–30 m hohen Kenarbel-Schwelle im Westen vom Çıldır-See, der Çıldır-Ebene und den tiefen Tälern getrennt ist, die von der Kura und ihren Nebenflüssen zerschnitten sind. Diese Schwellen werden von Tuff, Lava und Mergel gebildet. Westlich der Karzak-Schwelle gibt es eine flache und sumpfige Senke, die kleiner als das Aktaş-Becken ist, und mehrere andere ähnliche trockene oder sumpfige Senken östlich. Dieser Gürtel tektonischer Senken erstreckt sich bis an die Grenzen von Armenien und Georgien. Tatsächlich gibt es in diesem Gebiet zehn große und kleine Seen, die sich vermutlich während junger vertikaler tektonischer Bewegungen bildeten. Ein derartiges Verwerfungssystems lässt sich anhand heißer Quellen rund um den See und entlang der Kura erschließen und untermauert die These, dass der Aktaş-See tektonischen Ursprungs ist. Zudem ist der Gehalt an Natriumkarbonat (Na2CO3) im Wasser des Sees sehr hoch. In einer Studie stellte Ervil Lahn fest, dass der Çıldır-See ein natürlicher Stausee ist, der durch Lavastrom und Schuttdecke gemeinsam gebildet wurde, während der Aktaş-See (Hozapin Gölü) ein See tektonischen Ursprungs ist.

## Klimatische Aspekte
Insgesamt dominieren in Ostanatolien kontinentale Klimabedingungen mit großen Temperaturunterschieden zwischen Sommer und Winter. Abhängig von den topografischen Bedingungen der Region und dem Einfluss der geografischen Breite werden jedoch signifikante Änderungen bei Niederschlag, Temperatur, relativer Luftfeuchtigkeit und saisonaler Niederschlagsverteilung beobachtet. Der Jahresniederschlag weist große Schwankungen auf. Im Allgemeinen herrschen um die Depressionen Ostanatoliens (Malatya, Elazığ, Erzincan, Erzurum, Horasan-Iğdır und Van) halbtrockene kalte Klimabedingungen und in den höheren Teilen halbfeuchte Klimabedingungen vor. Das nordöstliche Schwarzmeergebiet hat darin eine Sonderstellung mit Regen zu allen Jahreszeiten, eine Trockenperiode fehlt. Niederschläge stammen im Wesentlichen aus regenbringenden Zyklonen vom Schwarzen Meer her, wo die Küste und die dahinter aufragenden Gebirge mehr oder weniger frontal deren Nordwestwinden entgegenstehen und hohe Niederschläge auch bis weit ins Küstenhinterland bringen. Je länger diese Winde das Schwarze Meer überstreichen und Feuchtigkeit aufgenommen haben, umso höher ist die Niederschlagsergiebigkeit im Südostwinkel des Schwarzen Meeres, somit am größten, wo östlich von Rize bis nach Georgien und in den Kleinen Kaukasus hinein im Gebiet der „wolkenverhangenen Kolchis“ Niederschlagswerte über 2000 mm jährlich gemessen werden. Die Verschiebung der sonst in der Türkei im Frühjahr und Frühsommer üblichen Niederschlagsmaxima nach Osten und vor allem nach Nordosten wird dort immer deutlicher. Im Raum der Lavaplateaus von Kars und Ardahan ist ein sonst üblicher mediterraner Winterregengipfel somit nicht erkennbar, eher der Übergang zum osteuropäisch-kaukasischen Sommerregen-Regime.

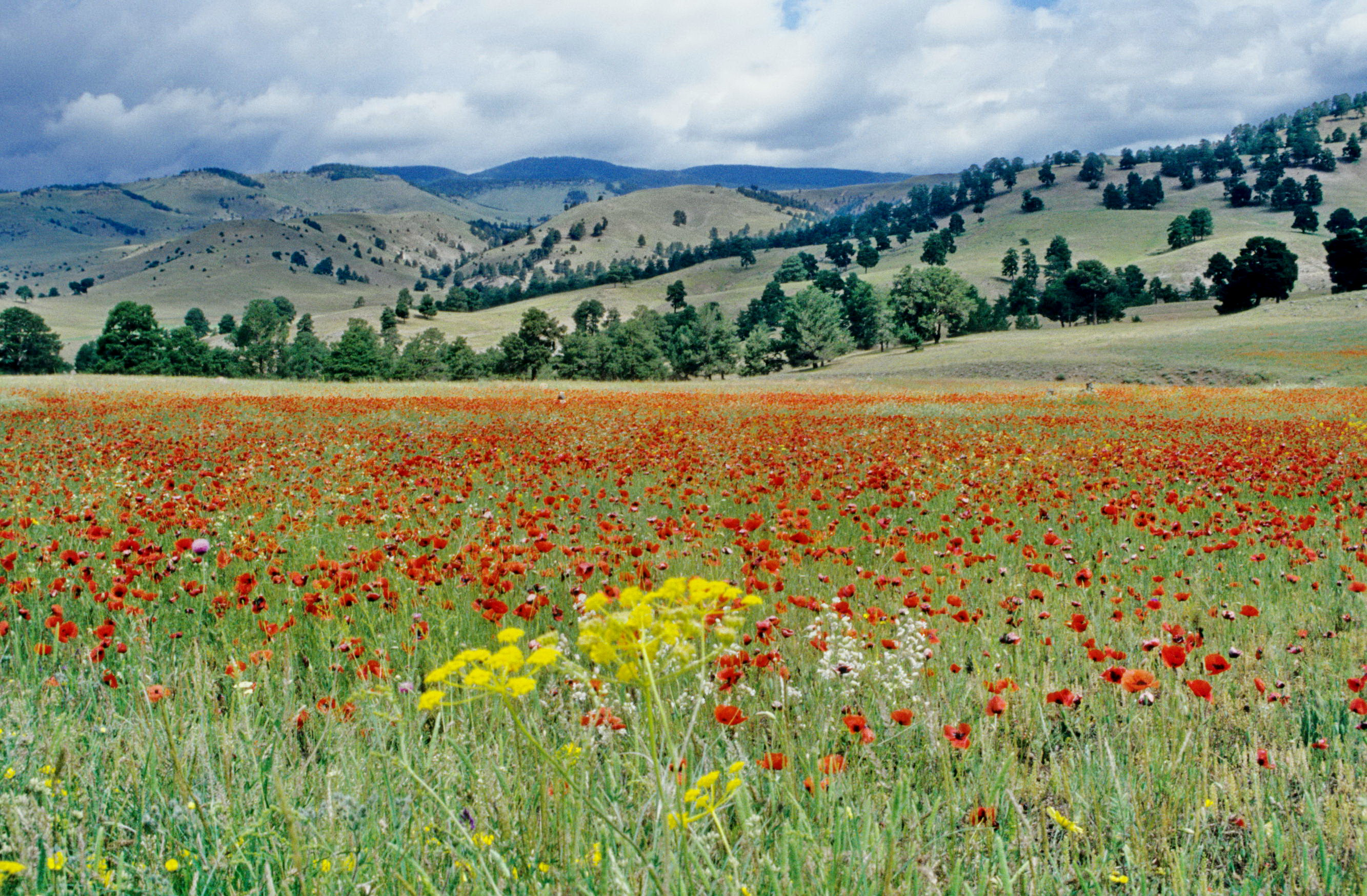
Die Mohnblüte Anfang Juni zeigt auch in den über 2000 m hohen Soğanlı Dağları bei Sarıkamış den Beginn des Sommers auf den Lavaplateaus von Kars und Ardahan an.

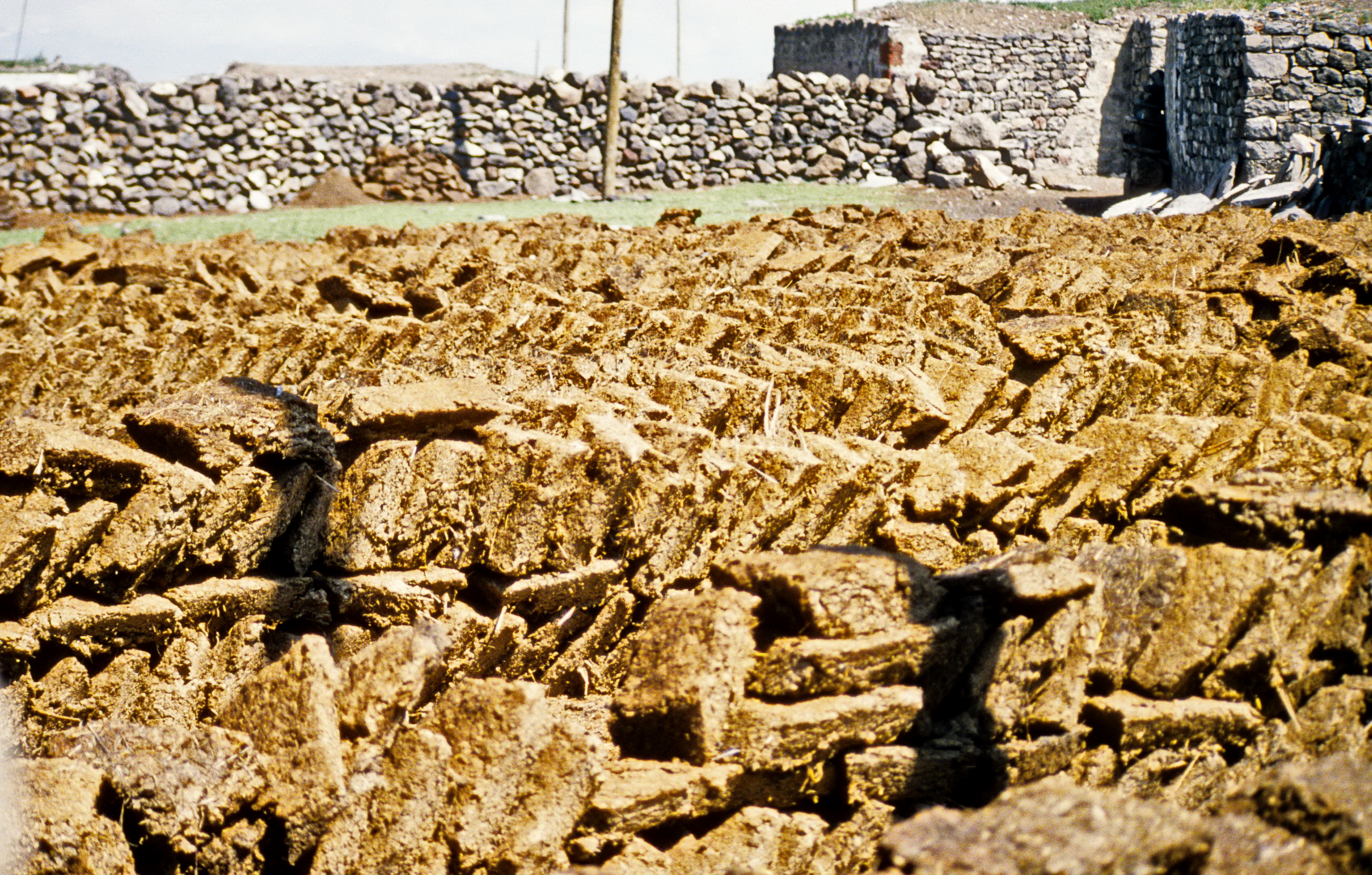
Ziegel von getrocknetem und mit Stroh vermischtem Mist aus der Viehhaltung (türkisch: Tezek) bilden traditionell aufgrund der regionalen Wald- und damit Holzarmut in vielen Dörfern der Kars-Ardahan Yaylası bis ins 21. Jahrhundert das Haupt-Brennmaterial für den strengen und langen Winter.

Im nordöstlichen Teil der Region Ostanatolien gelegen, hat die Kars-Ardahan Yaylası und ihre Umgebung ein solch charakteristisches Klima, das aufgrund der besonderen Lage dort besonders krass abläuft. Die Sommer sind kurz und kühl, während die Winter lang und sehr kalt sind. Nach den Werten der Temperatur- und Niederschlagsdaten der meteorologischen Stationen von Ardahan und Kars beträgt die mittlere Jahres-Temperatur in Kars 4,8 °C und in Ardahan 3,8 °C gemäß Messungen über viele Jahre (1956–2013). Im Juli, wenn die Durchschnittstemperatur am höchsten ist, liegt sie in Kars bei 17,5 °C, in Ardahan bei 16,2 °C. Die jährliche Niederschlagsmenge beträgt knapp unter 500 mm in Kars und über 500 mm in Ardahan. Bei der Verteilung des Niederschlags auf Monate und Jahreszeiten ist der regenreichste Monat in beiden Regionen der Mai, wobei der Sommer im Gegensatz zu anderen Gebieten und Teilen der Türkei die regenreichste Jahreszeit ist. Niederschläge fallen allerdings auch im Winter. Diese Situation ist günstig für das Wachstum von Hochwiesen im Sommer und den entsprechenden Wirtschaftszweig der Viehhaltung.
Im Norden Nordost-Anatoliens wird ein Jahr in zwei Perioden unterteilt, eine kalte (Winter) und eine mäßig heiße (Sommer). Übergangszeiten sind sehr kurz und ungewiss. Aufgrund der sehr niedrigen Wintertemperaturen sind die jährlichen Temperaturunterschiede stark und die Frosttage dauern lange (durchschnittlich 140–186 Tage). Die Durchschnittstemperatur liegt den ganzen Winter über unter 0 °C und überschreitet im heißesten Monat (Juli) kaum 16–17 °C. Nach den durchschnittlichen jährlichen Niederschlagswerten hat Ardahan 516,9 mm und Göle 599,0 mm Niederschlag. Der durchschnittliche Jahresniederschlag variiert regional zwischen 300 mm und 1200 mm. Die jährliche durchschnittliche Niederschlagsmenge beträgt fast überall mehr als 500 mm, und im Frühsommer treten Konvektionsschauer auf. Die Durchschnittstemperatur im Juli zeigt eine positive Anomalie durch Überhitzung aufgrund geringer Luftfeuchtigkeit. Die Temperatur – auf Meereshöhe reduziert – ist somit hoch. Die höchsten Temperaturen gibt es in den Teilen Erzurum-Kars und Van, und an manchen Tagen übersteigen sie 30 °C. Andererseits werden in den östlichen Hochebenen-Gebieten 4–5 Monate im Jahr unter Schnee verbracht. Im Winter erfolgt aufgrund der Schneedecke die Reflexion fast der gesamten Sonnenstrahlung, und die extreme Abkühlung der Bodenstrahlung sorgt in der Nacht für starke Kälte.

## Anmerkungen zur Vegetation

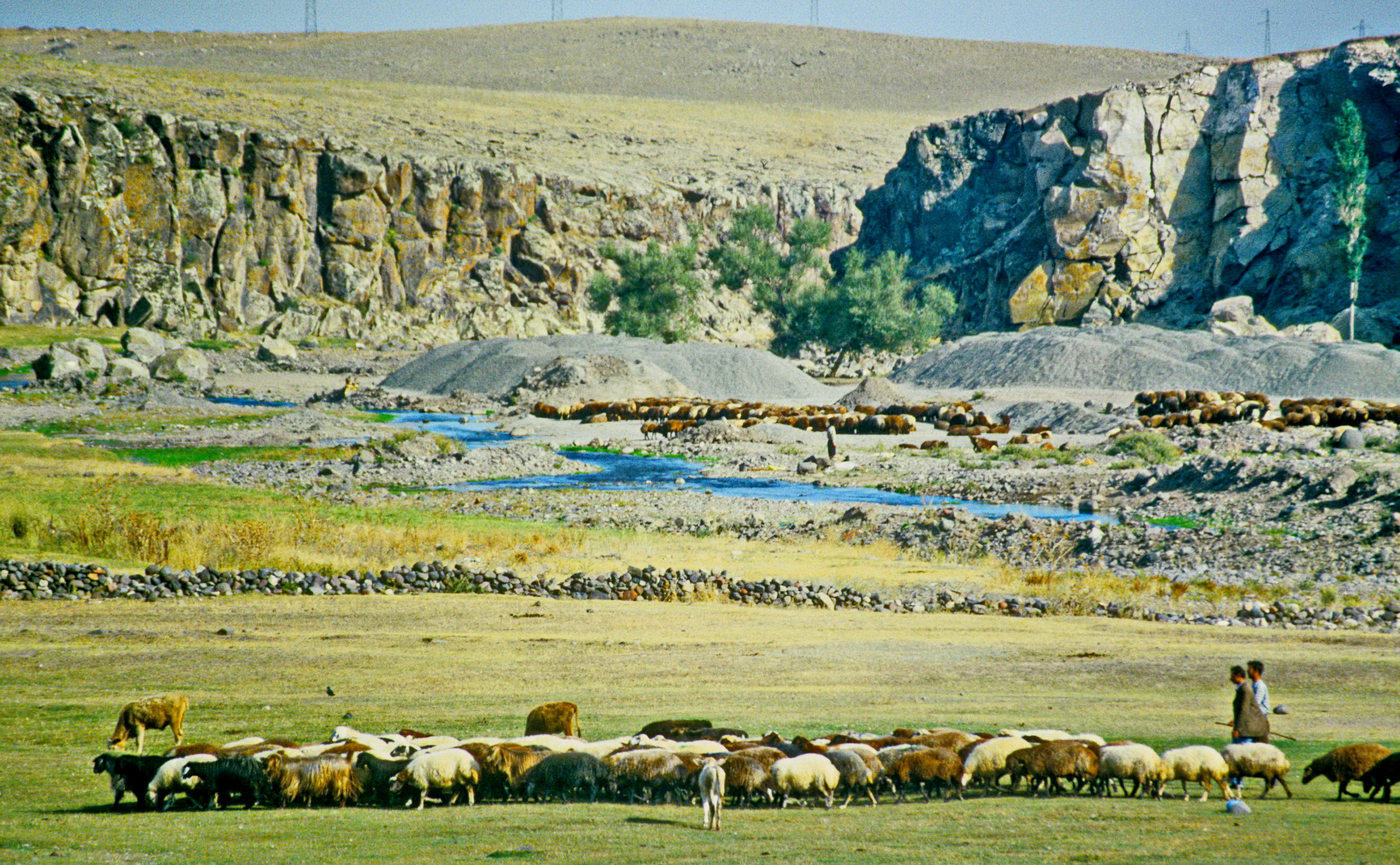
An verschiedenen Stellen sprudeln das ganze Jahr über ergiebige Quellen aus den dicken vulkanischen Sedimentpaketen der Kars-Ardahan Yaylası.

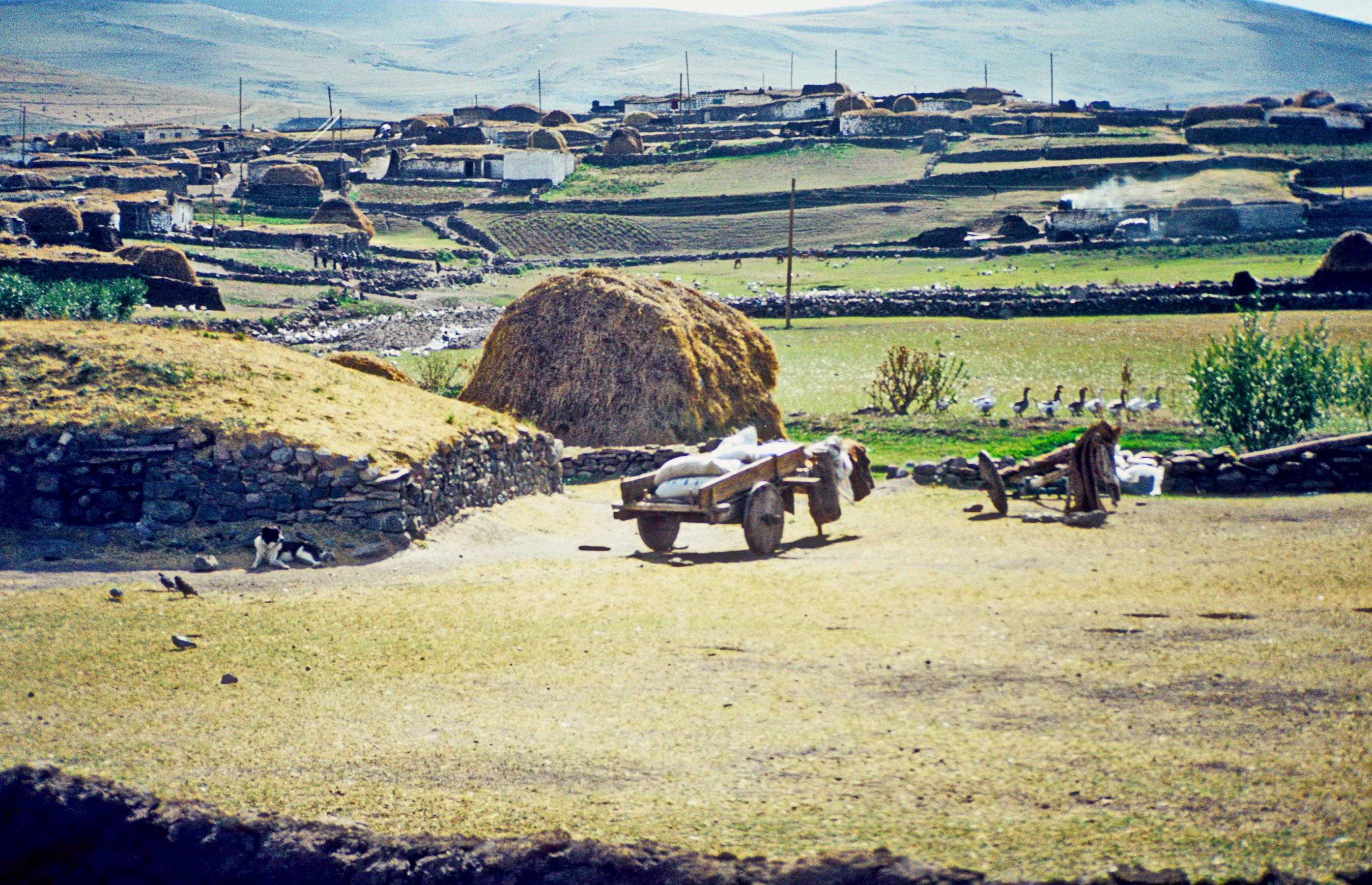
Das Bild zeigt ein typisches Dorf auf den Höhen der Ardahan Yaylası bei Hasköy (Provinz Ardahan) mit seinen geduckten, aus Basaltbrocken errichteten Bauten und Mäuerchen sowie den obligatorischen Winterfutter-Heuhaufen bei jedem Gehöft und den bisweilen noch gebräuchlichen traditionellen Scheibenradwagen („anatolische Nachtigall“) im Vordergrund.

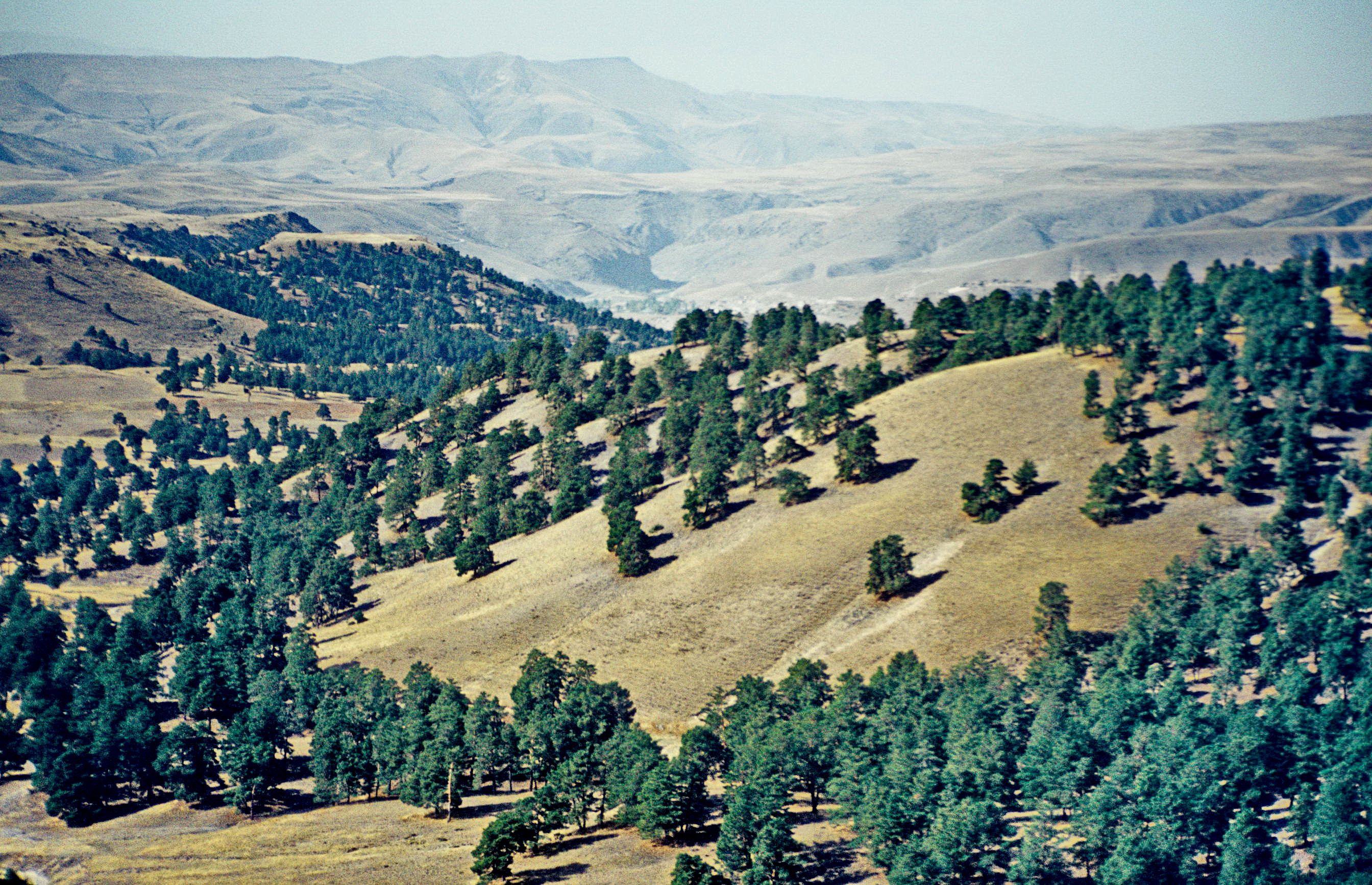
Die lockeren Nadelwaldbestände der Soğanlı Dağları bei Sarıkamış bilden die letzten Ausläufer pontischer Kiefernwälder im Übergang zu den trockenen inneren Teilen Ostanatoliens.

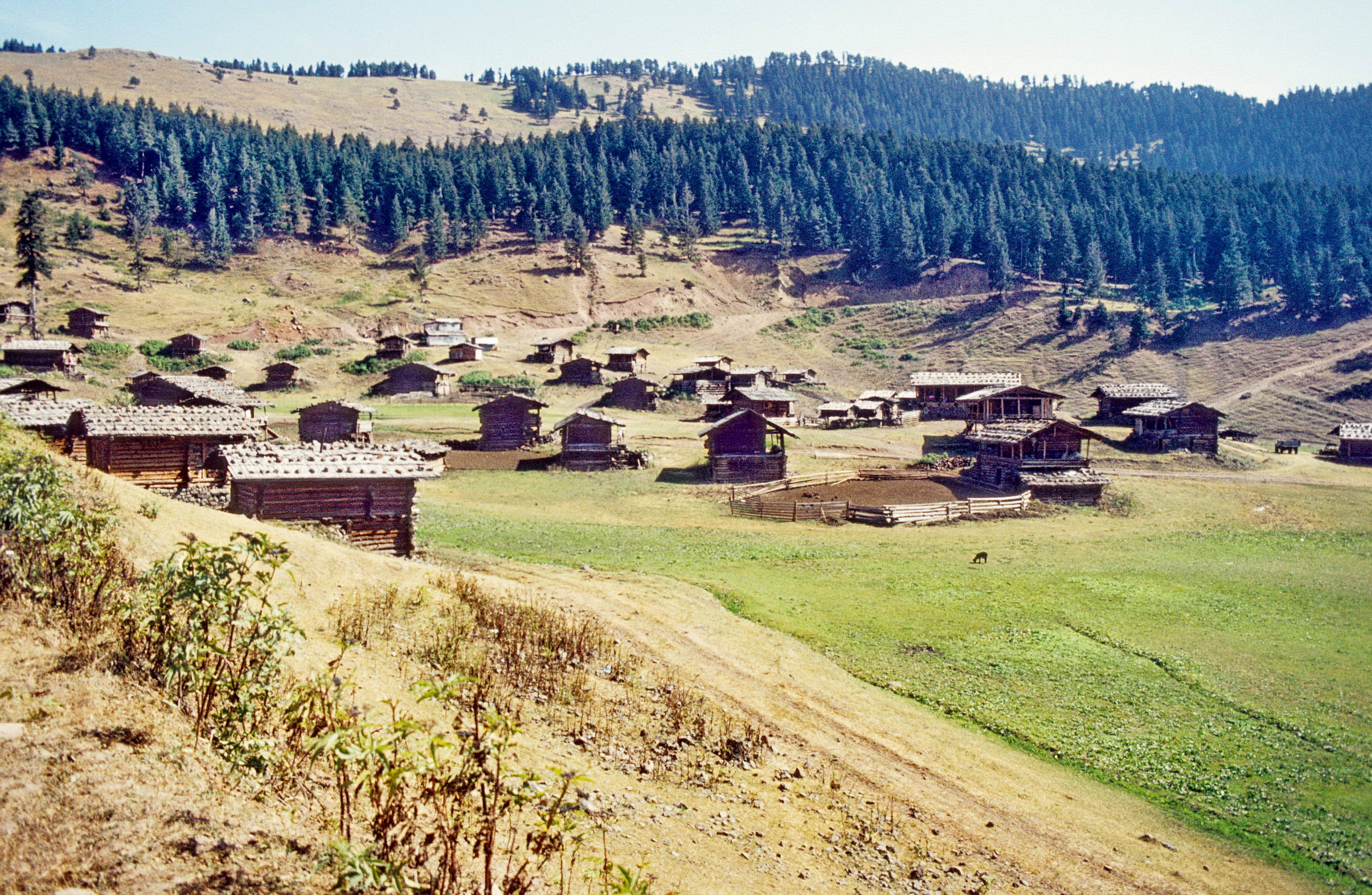
Die periodisch bewohnten Yayladörfer in den Waldgebieten der Yalnızçam Dağları dienen in erster Linie den Dörflern der engen Talregionen um Artvin als Sommersiedlungen.

### Agrarwirtschaftliche Aspekte

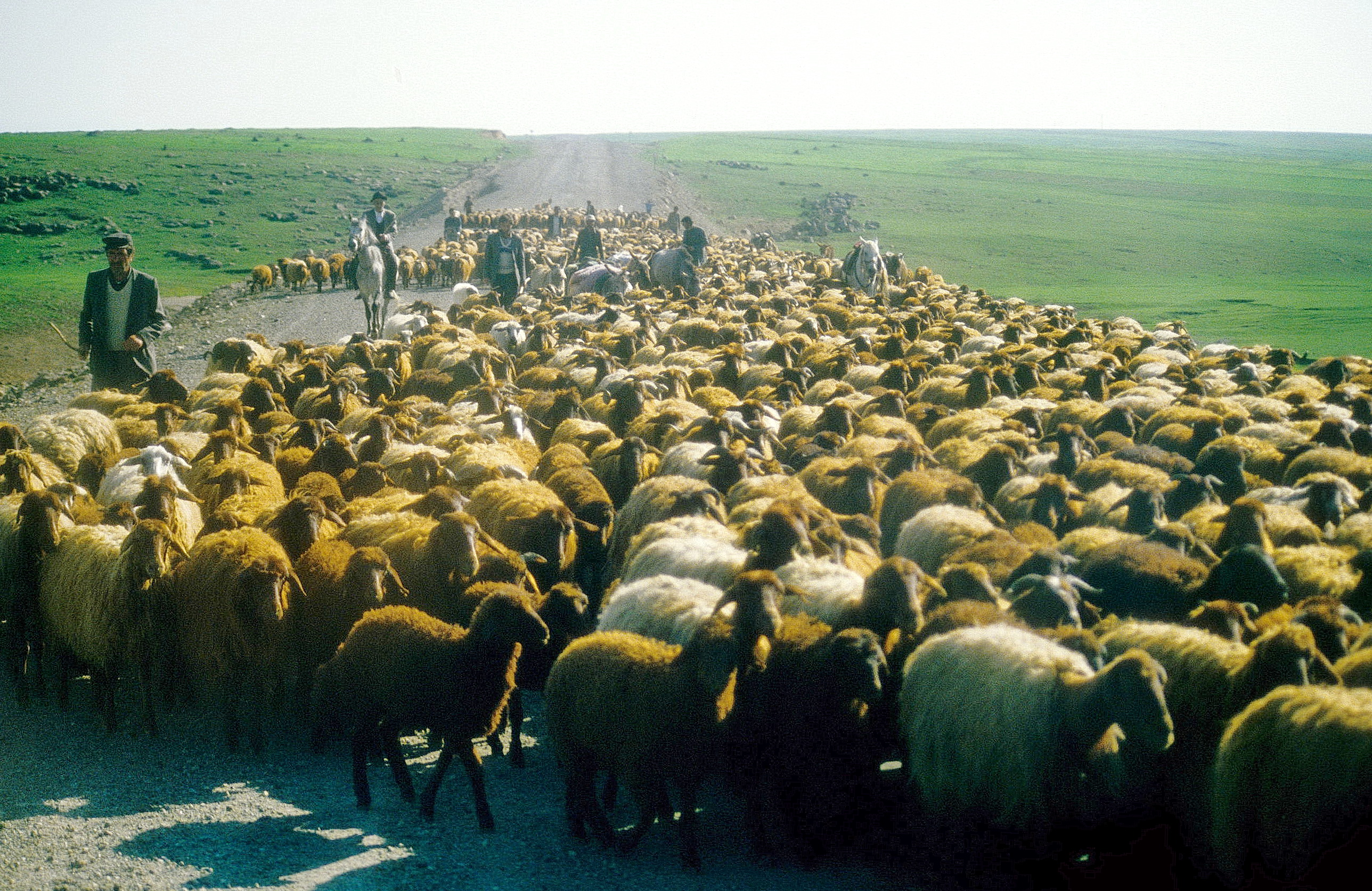
Auffällig ist das vermehrte Vorkommen der braunen Morkaraman-Schafrasse auf der Kars-Ardahan Yaylası, die etwa zwei Drittel (61,1 %) der Schafpopulation in Ostanatolien ausmacht.

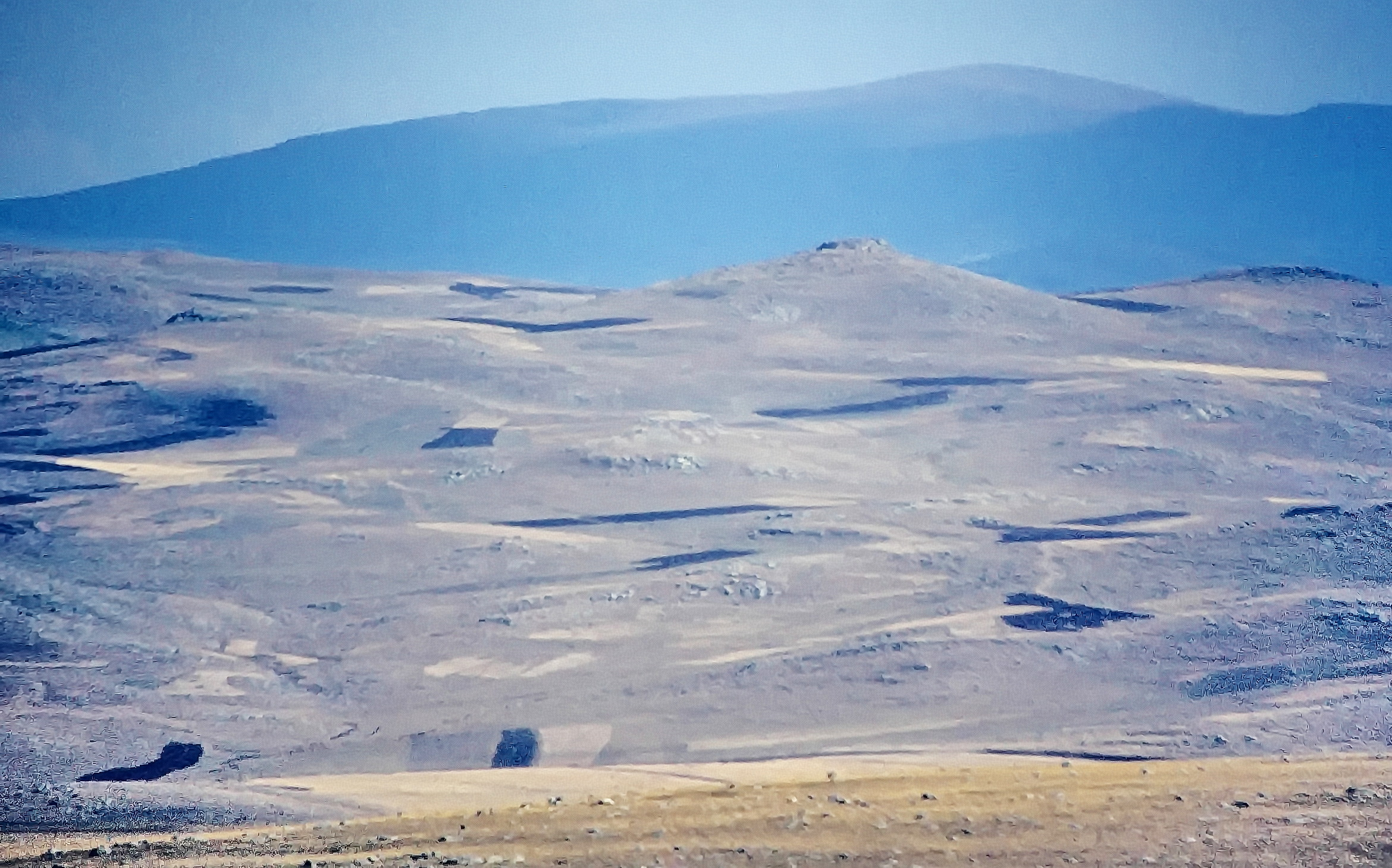
Oft durchsetzen weit gestreute kleine Ackerflächen wie ein Flickenteppich die weiten Weidegebiete auf den Lavaplateaus der Kars-Ardahan Yaylası.

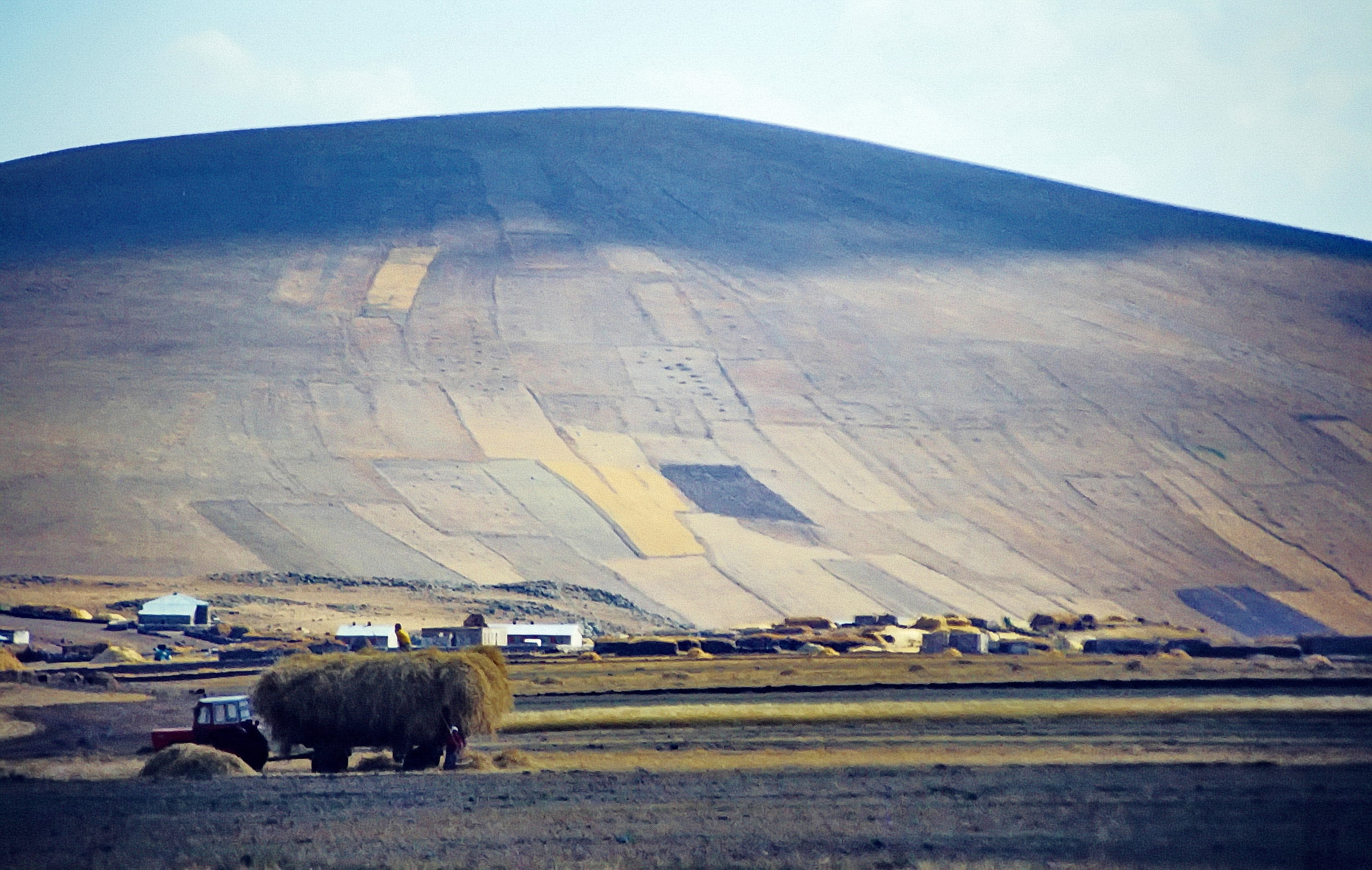
Nicht selten sind die Hänge der vulkanischen Hügel auf den Hochflächen von Kars und Ardahan mit auffälligen Streifenfluren als Ackerflächen genutzt. Im Vordergrund wird ein Traktor-Gespann mit Winterfutter beladen.

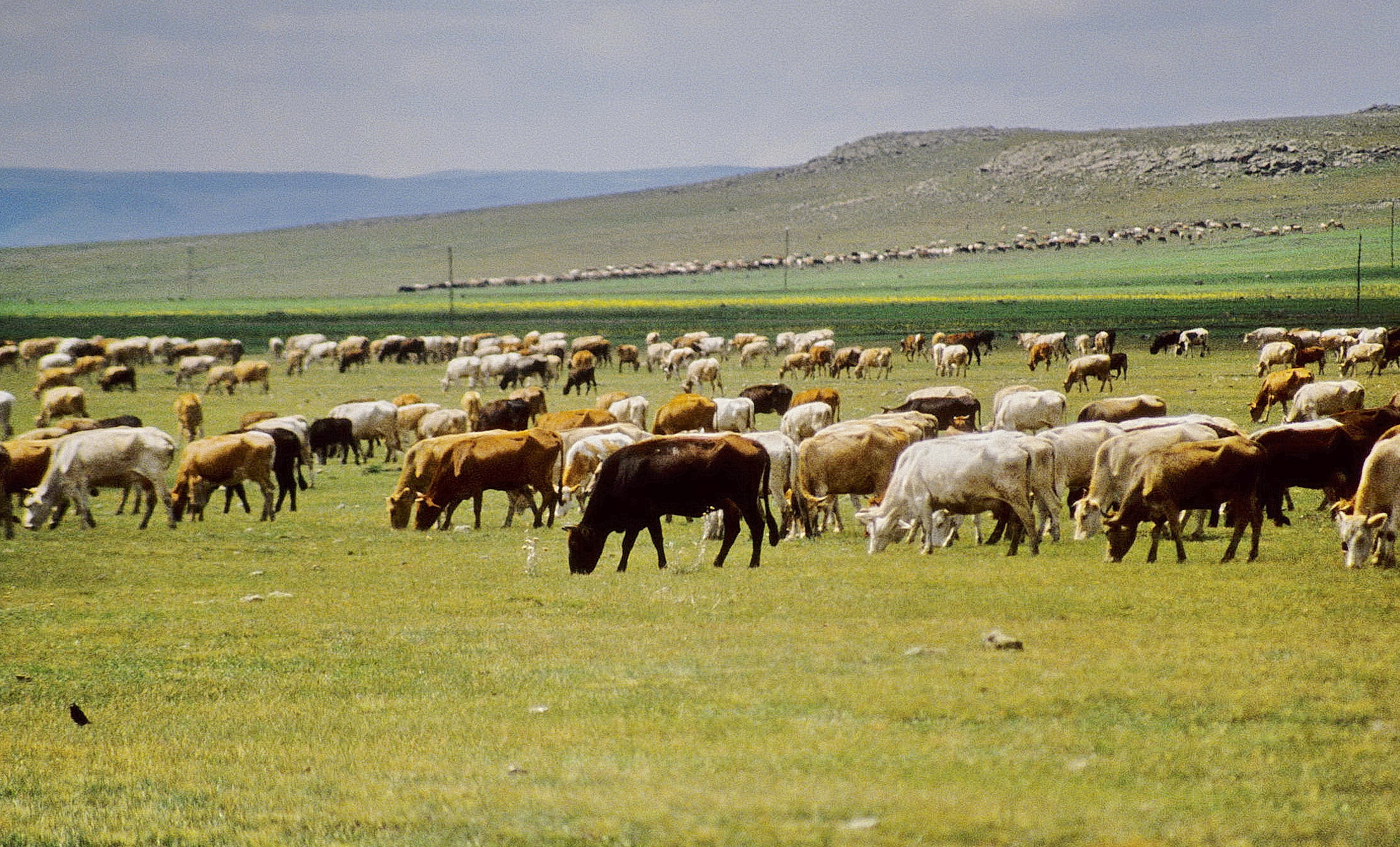
Auf den grasbewachsenen Höhen der Kars-Ardahan Yaylası trifft man über die gesamte warme Jahreszeit auf riesige Herden von weidendem Milchvieh für die örtliche und überregionale Joghurt- und Käseproduktion.

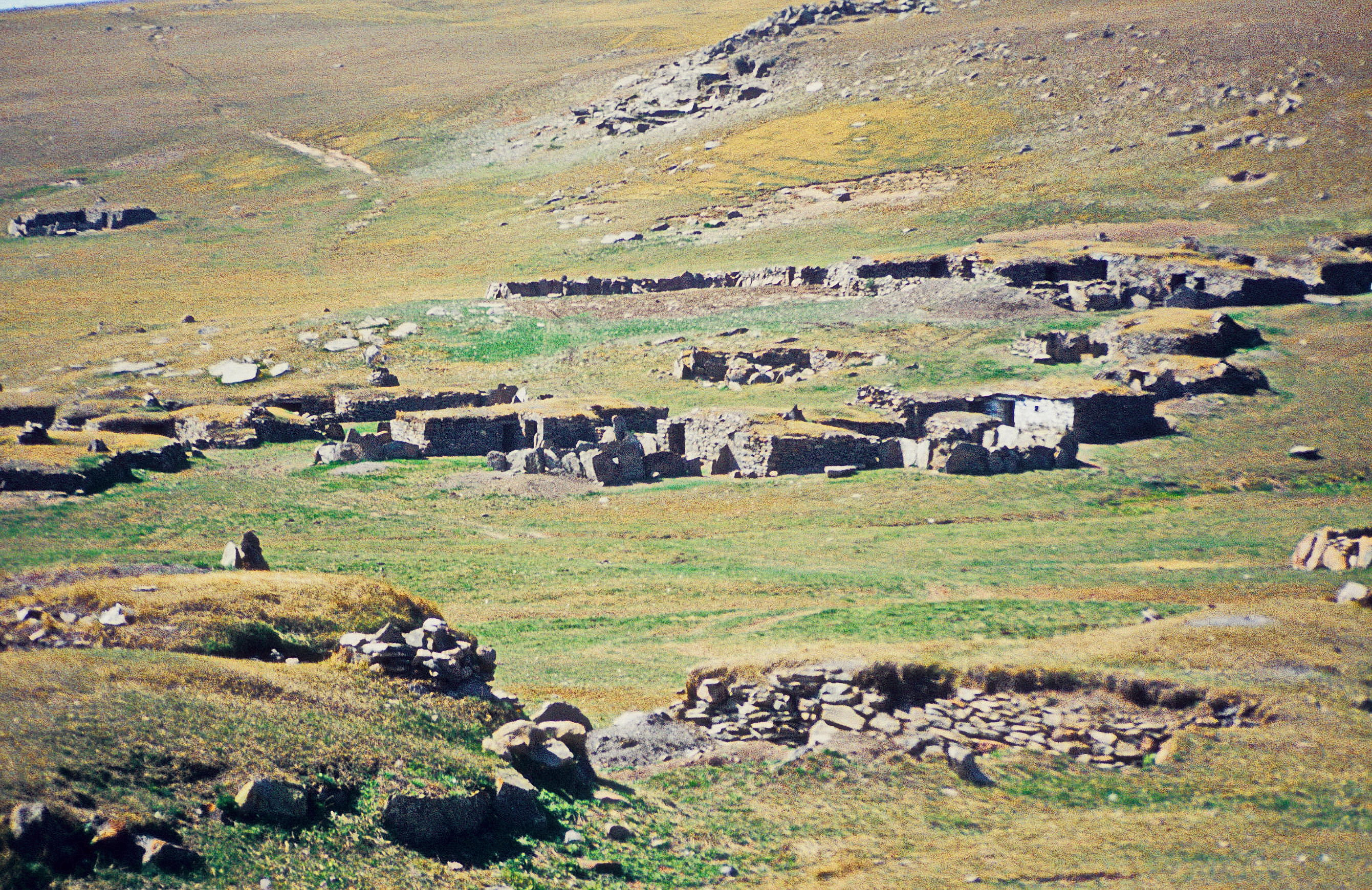
Die Formierung dieser Yaylabehausungen der Taşlıdere Yaylası auf dem Ardahan-Lavaplateau bei Ardahan zeigte 1984 in ihrer kreisförmigen Anlage noch deutlich den üblichen Aufbau der pferchartigen Zeltformationen nomadischer Yayla-Tradition zum Schutz der Tiere mit einem Brunnenloch zur Tränke in der Mitte der Anlage.

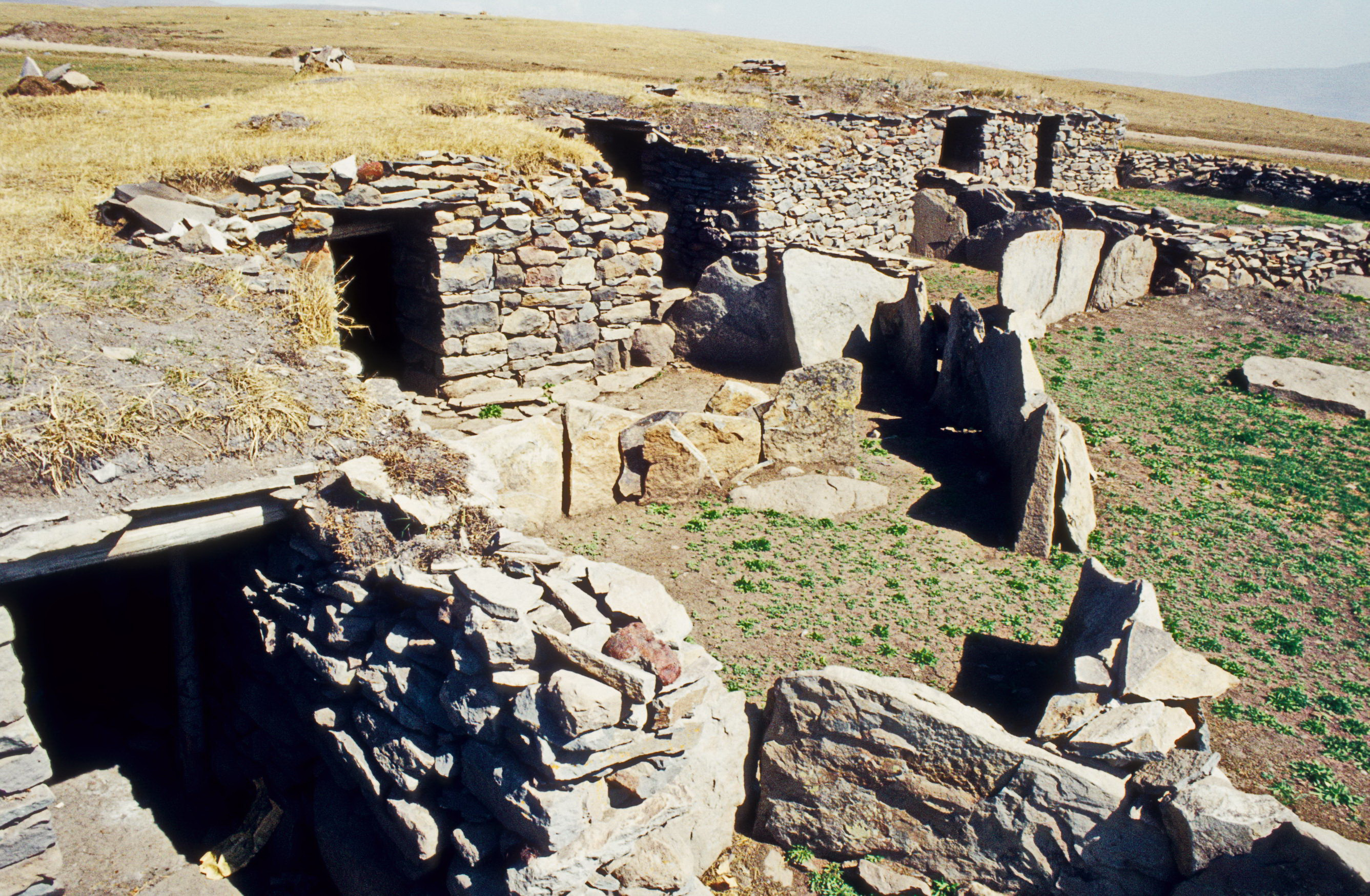
Die einfache Steinbauweise der Yayla-Behausungen der Taşlıdere Yaylası auf dem Ardahan-Lavaplateau bei Ardahan in Nordost-Anatolien ist nahezu identisch mit jener der Burgaz Yaylası im 1300 km entfernten Latmos-Gebirge bei Milas (Muğla) in Südwest-Anatolien.

## Jüngere demografische Struktur und Entwicklung

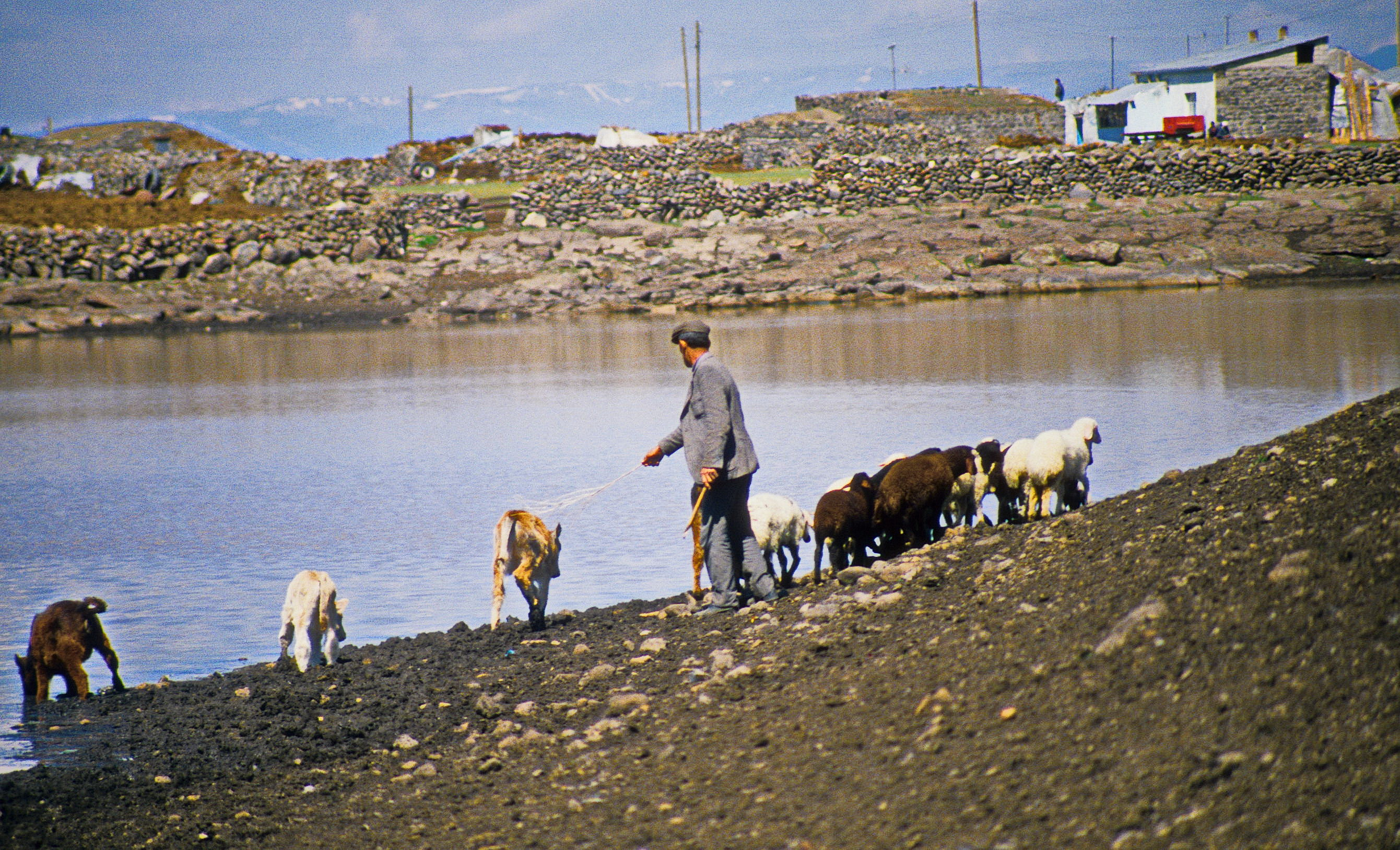
Die niedrigen aus Basaltbrocken errichteten Häuser von Yalınkaya bei Kars gruppieren sich, wie in manchen der dortigen Dörfer, um einen Dorfteich, der als Viehtränke, aber auch im Brandfall als Löschwasserteich dient. Das Leben und Wirtschaften dort ist einfach und hart. Schrumpfende Bevölkerungsdaten auf dem Lande signalisieren eine deutliche Landflucht.

## Bemerkenswerte Kulturgüter

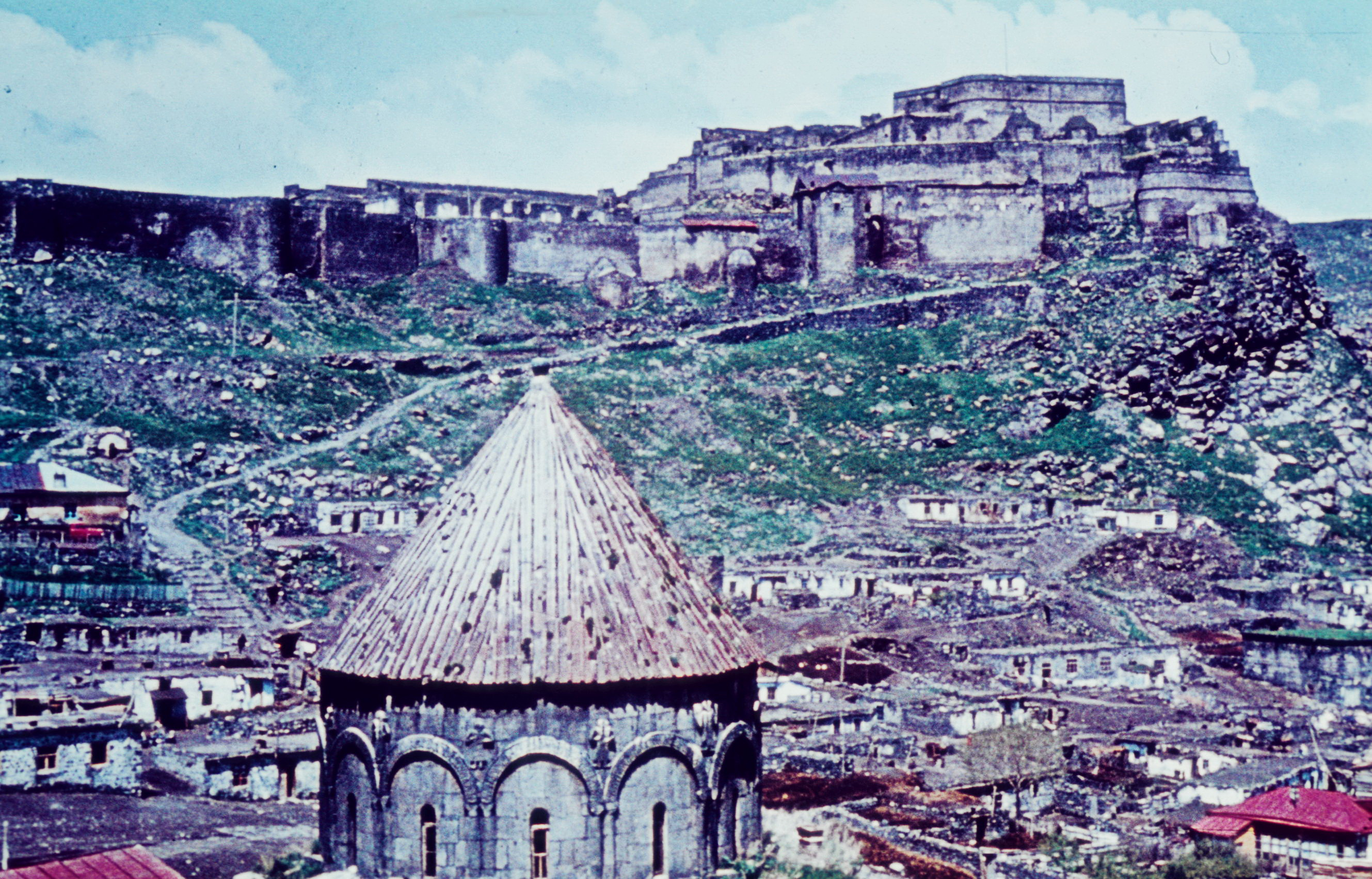
In der etwa 900 Jahre alten Burg von Kars, die 1386 von Timur zerstört wurde und die 1579 Lala Mustafa Pascha wieder aufbauen ließ, residierten im 19. Jahrhundert die Çildıroğulları, Paşas und Derebeys von Kars und Çildır.

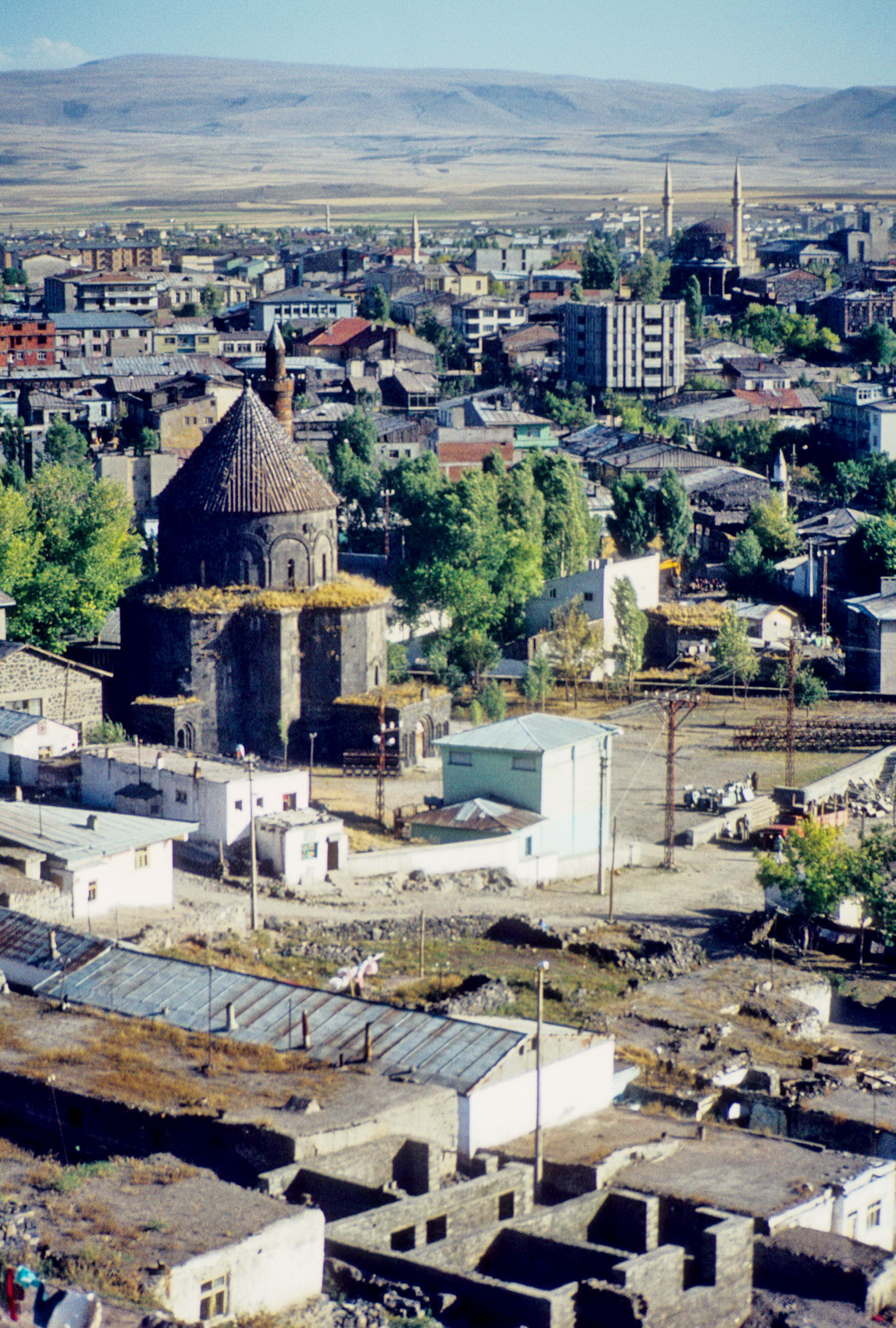
Die Kümbet Camii am südlichen Rand des Burgberges von Kars, einst armenische Kathedrale (Apostel-Kirche) aus dem 10. Jahrhundert, diente im Lauf ihrer Geschichte als russisch-orthodoxe Kirche, Museum, Depot und Moschee.

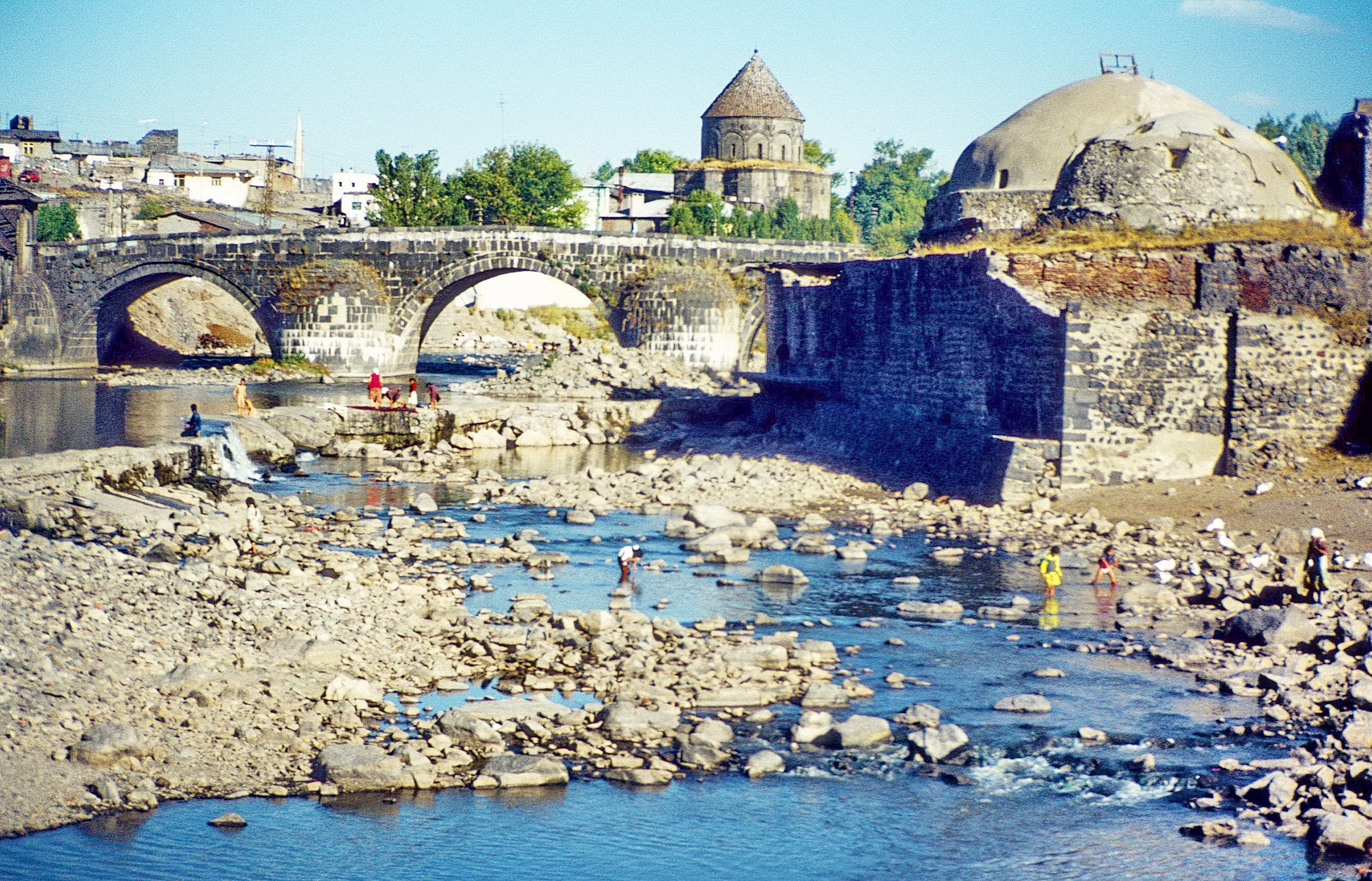
Die Taşköprü (Steinbrücke) über den Kars Çayı bildet zusammen mit dem Mazlum Ağa Hamamı, dem İlbeyoğlu Muradiye Hamamı und der Kümbet Camii am Rande der Altstadt von Kars ein bemerkenswertes Ensemble.

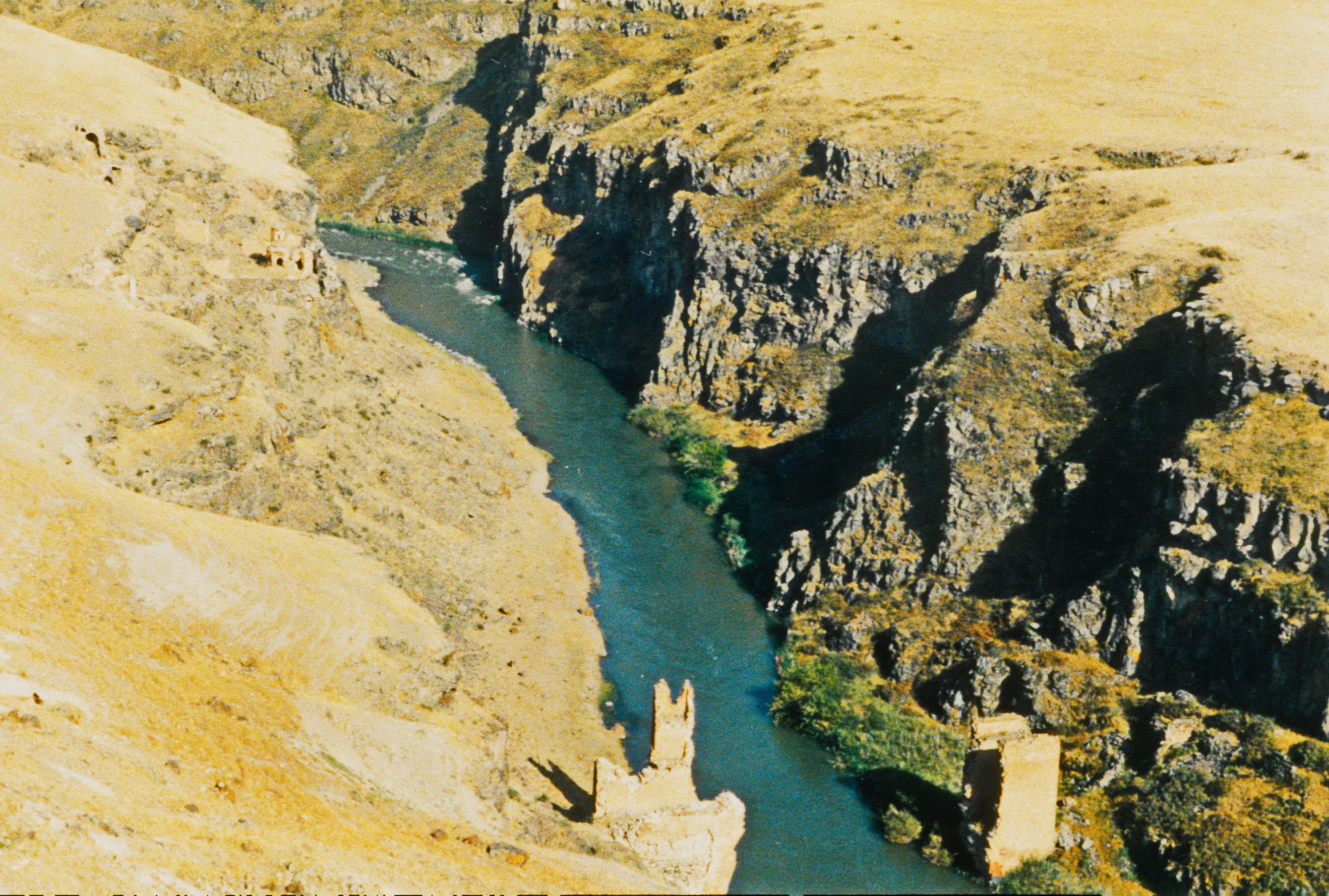
Durch die enge Schlucht des Arpa Çayı bei Ani verläuft die Grenze zwischen der Türkei (links) im Westen und Armenien (rechts) im Osten. Pfeiler und Fundamente im Tal verweisen auf die einst beide Teile verbindende Brücke über den Grenzfluss, die wegen anhaltender politischer Differenzen bisher nicht wieder hergestellt wurde. Links im oberen Viertel des Bildes erkennt man die Ruine der Gregorkirche des Tigran Honents.

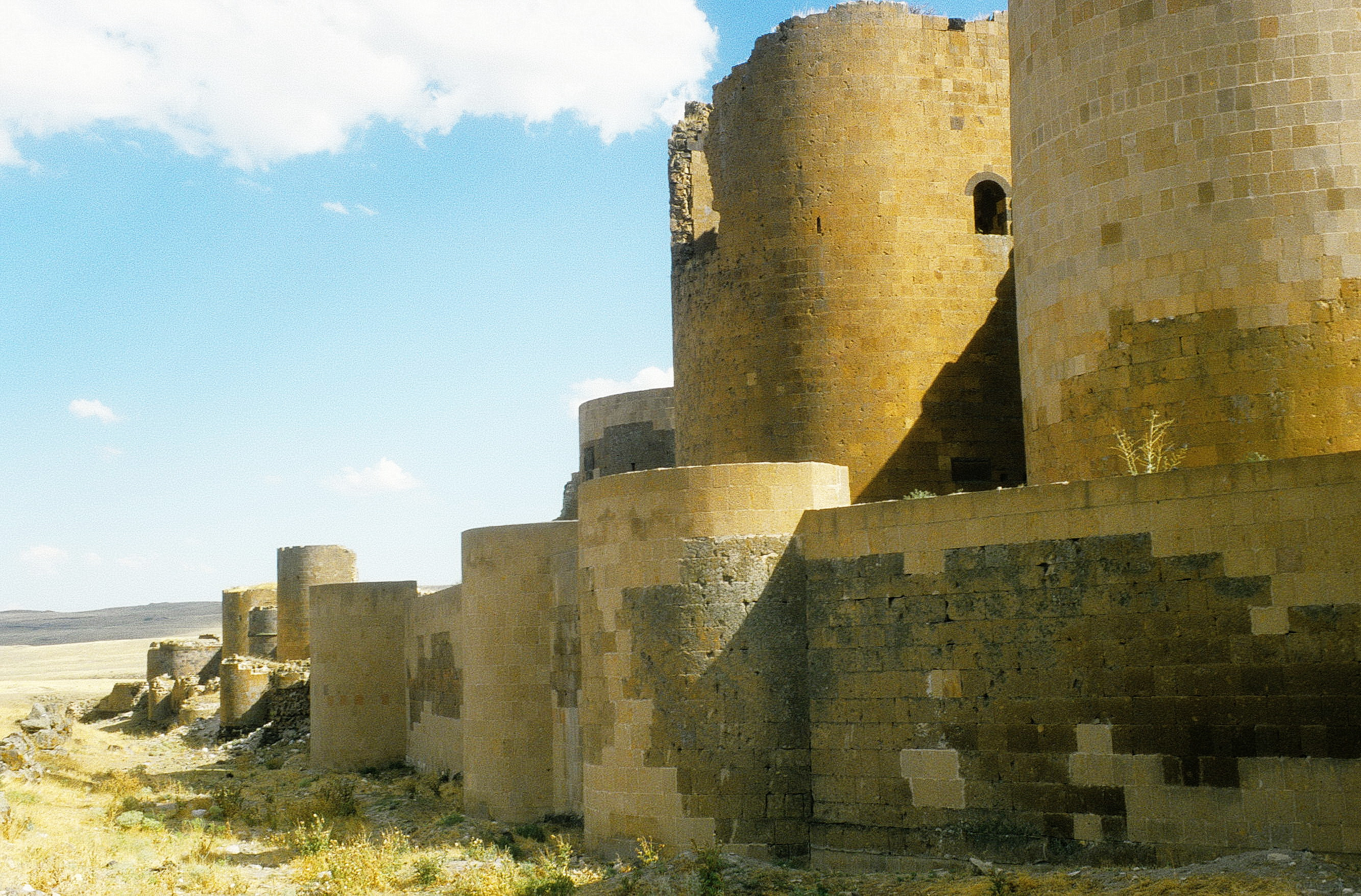
Blick auf die inneren Teile der über 8 m hohen nordwestlichen Stadtmauer von Ani.

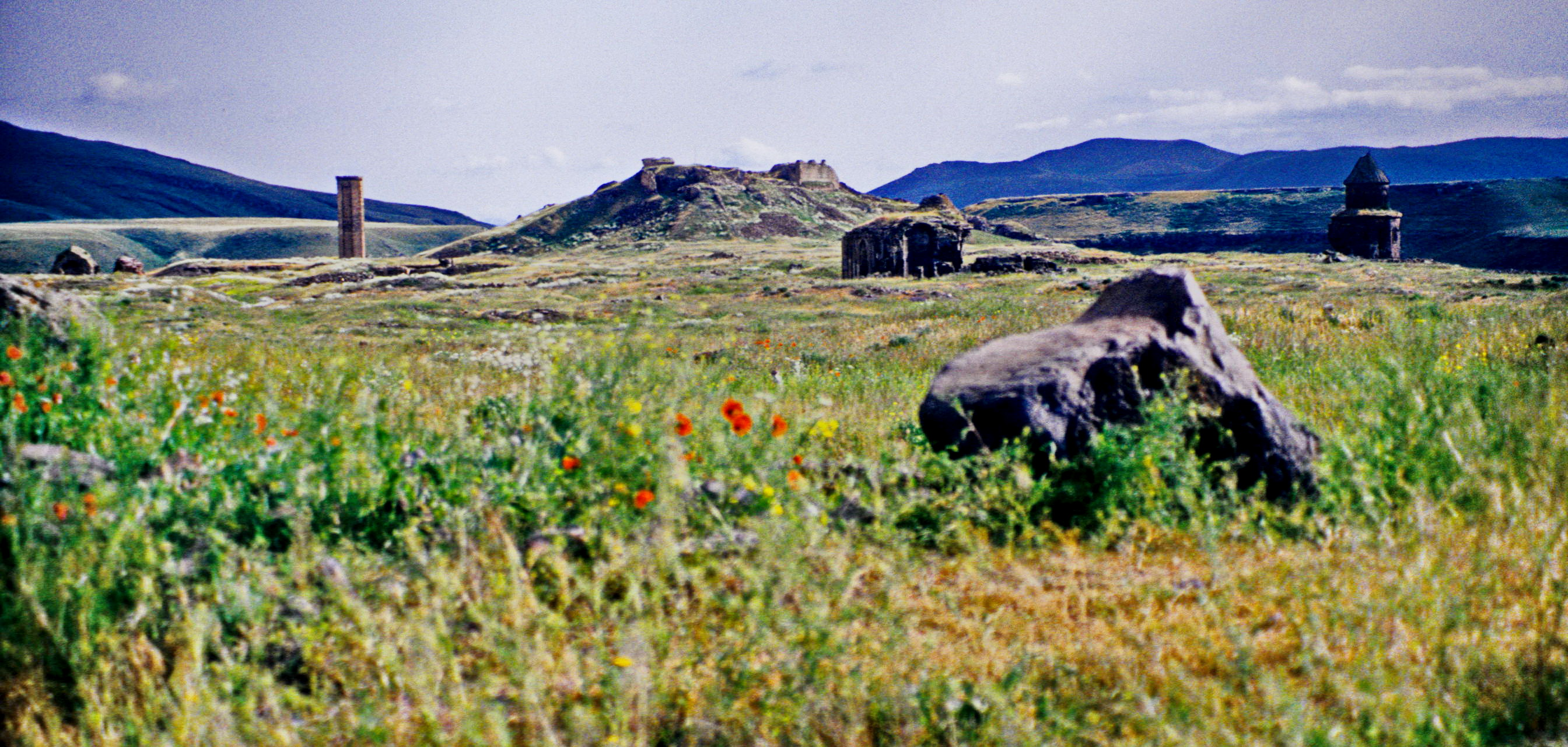
Blick über die südlichen Partien des Ruinengeländes von Ani. Im Hintergrund rechts neben den Resten des Minaretts der Menüçehr Camii der Burghügel mit den Resten der Zitadelle.

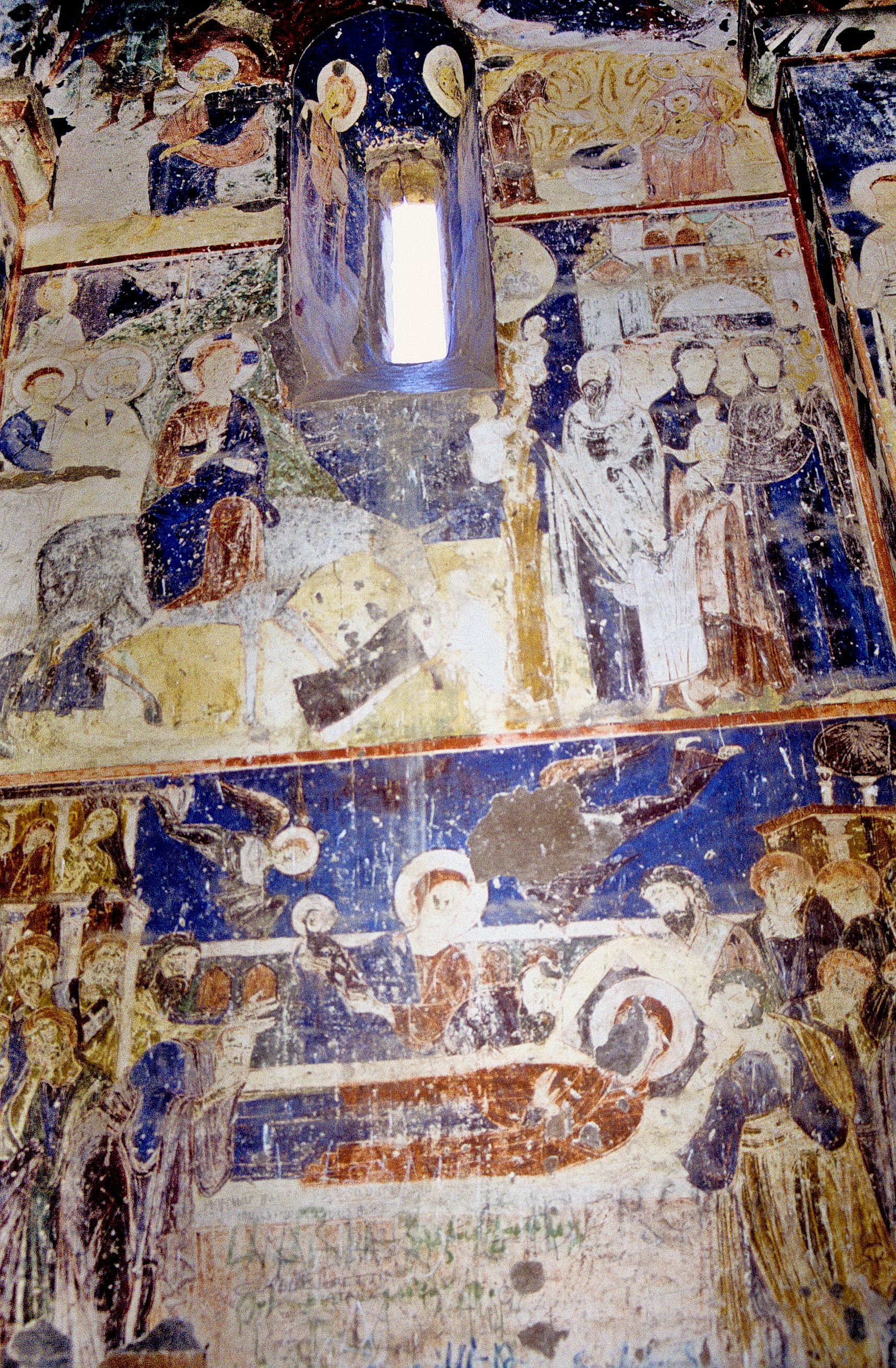
Die stark beschädigten Fresken in der Tigran-Honents-Kirche in Ani sind unter anderem dem „Tod der Jungfrau Maria“ gewidmet.

## Literatur

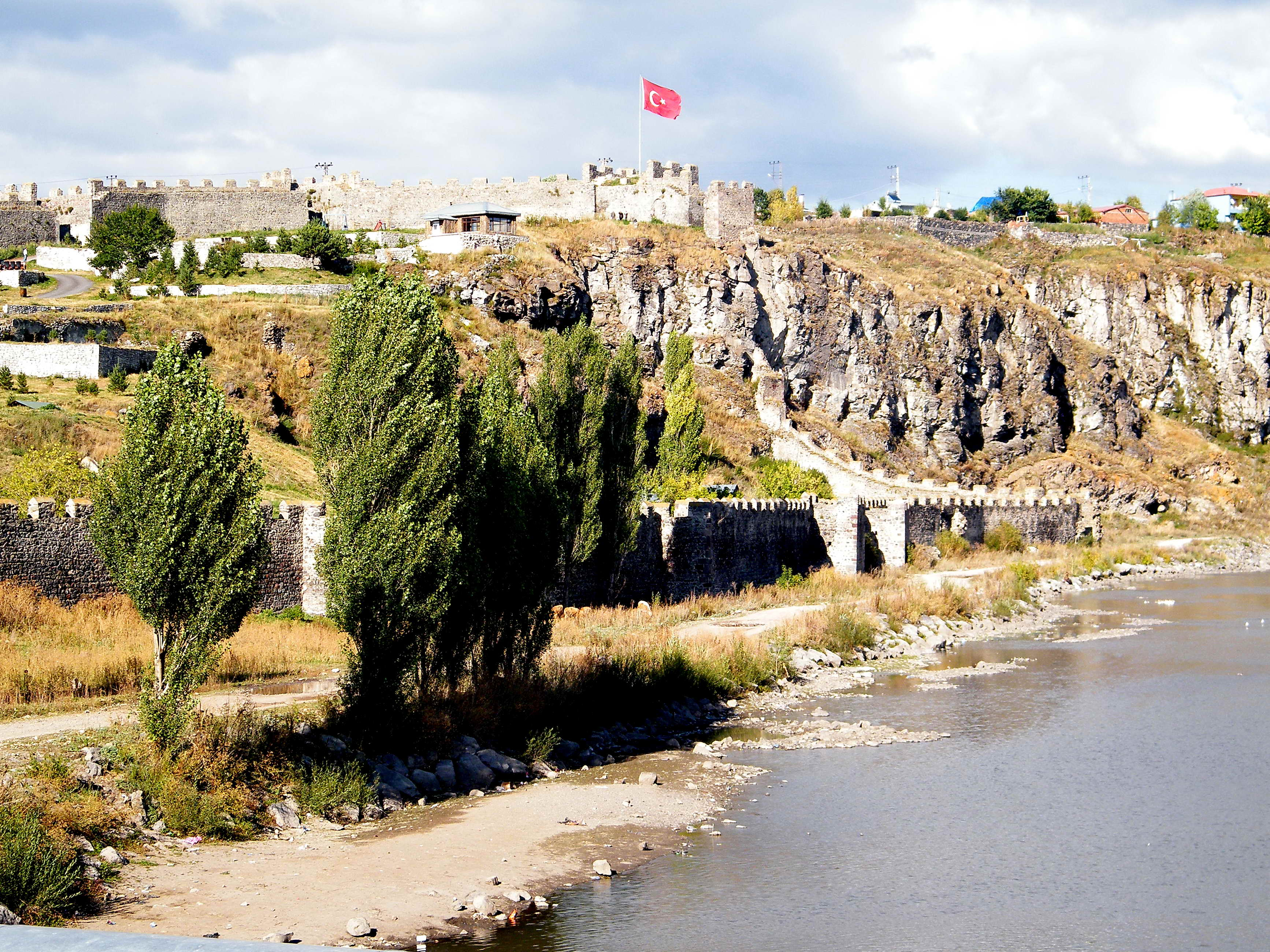
Auf einer Basalthöhe erhebt sich auf den Lavaplateaus von Kars-Ardahan die Burg von Ardahan über der Kura.